# Territorier associerade med Europeiska unionen

Europeiska unionen i världen.

Territorier associerade med Europeiska unionen är territorier, tillhörande medlemsstater, som åtnjuter specialstatus inom europeiska unionsrätten.
Av Europeiska unionens medlemsstater har i synnerhet Frankrike många sådana områden, men även Cypern, Danmark, Finland, Nederländerna, Grekland, Italien, Portugal, Spanien och Tyskland har det. De flesta områdena utanför Europa som tillhör medlemsstaterna är inte en del av EU, medan de i eller nära Europa brukar ingå i EU men med vissa undantag. Det finns dock några områden långt utanför Europa som är en del av EU.
Undantagen för specialområdena grundar sig på deras speciella politiska, kulturella och historiska bakgrund. Undantag för territorier inom EU har funnits under hela unionens historia eftersom inte minst Frankrike, en av grundarmedlemsstaterna, har många utomeuropeiska territorier.
Undantagen har delats upp i tre huvudkategorier av specialområden. Dels yttersta randområden (YRO) där områdena är en del av EU med fåtal undantag, dels utomeuropeiska länder och territorier (ULT) som inte är en del av EU men som har viss frihandel och annan tillgång till EU. Undantagen för dessa två huvudkategorier grundar sig på bestämmelser i fördraget om Europeiska unionens funktionssätt. Den tredje huvudkategorin gäller övriga områden, vars status varierar mycket, och som vanligtvis grundar sig på bestämmelser i protokoll som är fogade till moderlandets anslutningsfördrag.

## Översikt
Några av de vanligaste undantagen är följande:
- EU:s momsunion (som inkluderar alkoholskatter och vissa andra punktskatter [3][4]). Privatpersoner innanför området kan köpa varor till den moms och punktskatt som gäller på platsen och ta med varorna fritt hem inom momsunionen. Företag kan sälja via distanshandel till sin egen moms och varorna behöver inte förtullas inom momsunionen. Vissa territorier ligger utanför momsunionen, antingen för att de ligger utanför EU eller för att de har särskilt låg moms, under cirka 15 %. Då behöver varor därifrån förtullas och skatt tas ut för att tas in i momsunionen, undantaget små mängder för privatpersoner. Företag kan i dessa fall sälja skattefritt till besökare, antingen direkt skattefritt på färjor och flygplatser, eller återbetalt i efterhand i övrigt.
- EU:s tullunion[5]. En av huvudtankarna med EU är att länderna ska handla med varandra utan tullar. I princip ingår alla områden inom EU i tullunionen, utom vissa enklaver som istället har tullunion med grannländer. Övriga områden har viss tullfrihet men ingår inte i tullunionen.
- Schengensamarbetet. Det innebär att de inre gränskontrollerna mellan de länder och områden som är med i samarbetet är avskaffade (tillfälliga gränskontroller kan dock förekomma) och att det är gemensamma visumregler till länderna. Områden utanför Europa ingår i normalt inte i detta samarbete.
- Valutaunionen. Territorier som är med i EU har vanligen moderlandets valuta, oftast euro, medan områden utanför har ofta har egen valuta, eller egna sedlar som är utbytbara mot moderlandets sedlar.
- Fria rörligheten. En viktig princip inom EU är att medborgarna får bosätta sig och ta arbete överallt. Inom områden utanför EU gäller detta vanligen inte utan att man behöver söka arbetstilltånd enligt lokala regler. De som bor i sådana territorier är vanligen medborgare i ett EU-land och får ta arbete i EU-länderna även om det finns avvikelser från det.

| Europeiska unionen YRO-områden ULT-områden Områden sui generis Grönland Clippertonön Franska Guyana Franska Polynesien Franska sydterritorierna Guadeloupe Martinique Mayotte Nya Kaledonien Réunion Saint-Martin Saint-Barthélemy Saint-Pierre och Miquelon Wallis och Futuna Nederländska · Västindien Azorerna Madeira Kanarieöarna · |

## Yttersta randområden

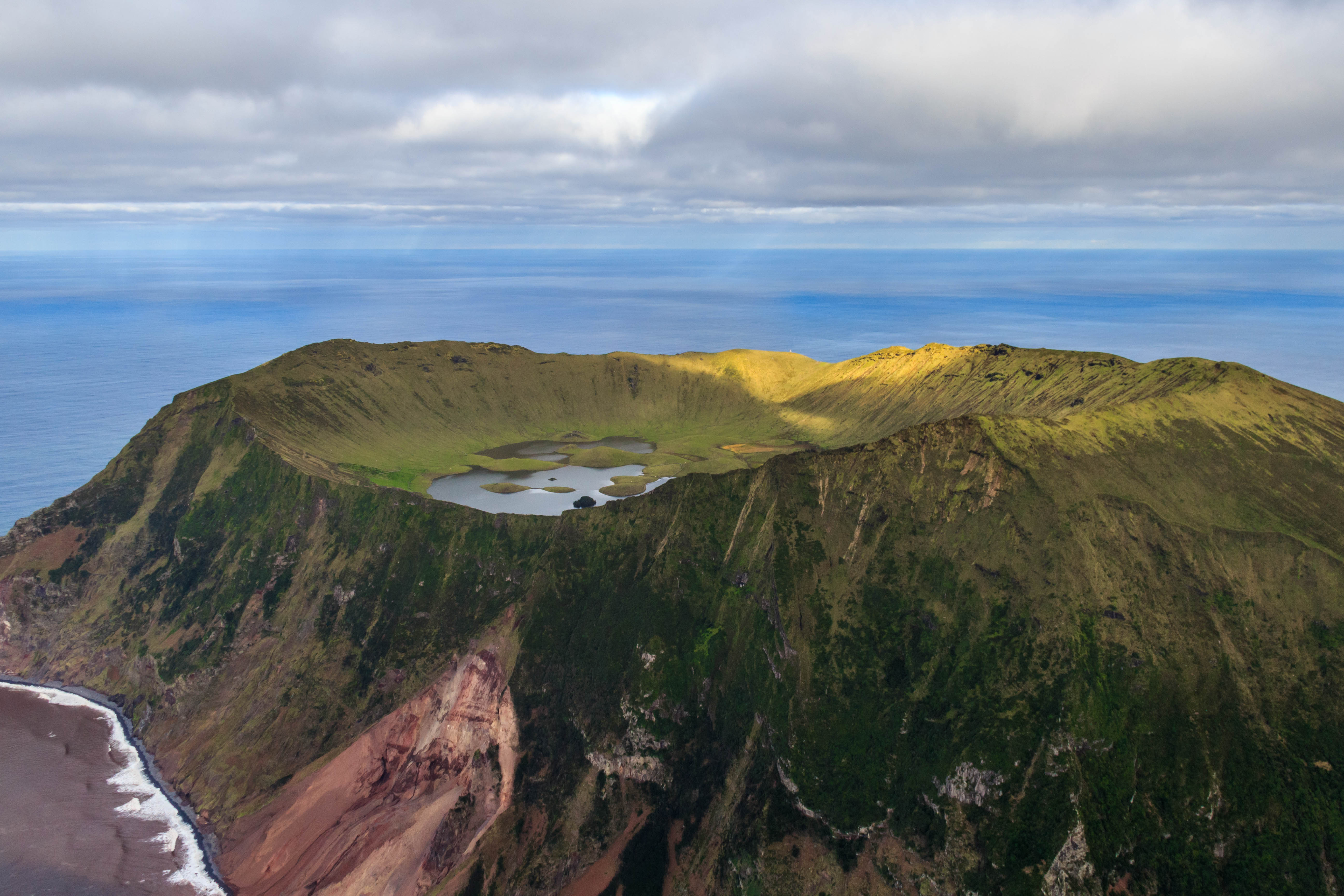
Azorerna, vars avlägsenhet gör det till ett av unionens yttersta randområden.

De yttersta randområdena (YRO-områdena) är territorier som ingår i Europeiska unionen men som åtnjuter särskild status inom unionsrätten i enlighet med artikel 349 i fördraget om Europeiska unionens funktionssätt. Dessa territorier innefattar de portugisiska ögrupperna Azorerna och Madeira, den spanska ögruppen Kanarieöarna, de franska utomeuropeiska departementen Franska Guyana, Guadeloupe, Martinique, Mayotte och Réunion samt det franska förvaltningsområdet Saint-Martin. Totalt bor det cirka fem miljoner unionsmedborgare i dessa territorier.
Som en del av unionen omfattas de yttersta randområdena av unionsrätten. Dock omfattas de av särskilda bestämmelser med hänsyn till den utsatta strukturella, sociala och ekonomiska situation som de har till följd av sin avlägsna belägenhet, ökaraktär, ringa storlek, besvärliga terräng- och klimatförhållanden och/eller ekonomiska beroende av ett fåtal produkter. Europeiska unionens råd beslutar om specifika åtgärder gällande unionsrättens tillämplighet i de yttersta randområdena på förslag av Europeiska kommissionen och efter samråd med Europaparlamentet. Sådana åtgärder gäller särskilt tull- och handelspolitik, skattepolitik, frizoner, jordbruks- och fiskepolitik, villkor för leverans av råvaror och viktiga konsumtionsvaror, statligt stöd samt villkor för tillgång till strukturfonder och övergripande unionsprogram. Åtgärderna får inte undergräva integriteten och sammanhanget hos unionsrätten, inklusive den inre marknaden.
De yttersta randområdena omfattas av den fria rörligheten för personer. De ingår i euroområdet och unionens tullunion, inbegripet punktskatteområdet. Däremot omfattas endast Azorerna och Madeira av unionens gemensamma system för mervärdesskatt. Azorerna, Madeira och Kanarieöarna ingår även i Schengenområdet.

### Azorerna och Madeira
Azorerna och Madeira är två portugisiska ögrupper i Atlanten. De är båda en integrerad del av Portugal, men åtnjuter viss autonomi. I enlighet med bestämmelserna om yttersta randområden kan särskilda bestämmelser gälla ögrupperna, men avvikelserna från unionsrättens ordinarie bestämmelser är minimala jämfört med de övriga yttersta randområdena. Båda ögrupperna ingår i euroområdet och Schengenområdet. De omfattas av den fria rörligheten för personer. De är även en del av unionens tullunion, inbegripet punktskatteområdet. De omfattas också av unionens gemensamma system för mervärdesskatt, dock är deras mervärdesskatt betydligt lägre än i övriga Portugal.
Genom ett särskilt tidsbegränsat undantag, som dock har förlängts i flera omgångar, tillåts Azorerna och Madeira tillämpa en nedsatt punktskattesats likör och eau-de-vie respektive rom och likör som produceras och konsumeras inom respektive randområde. Undantaget innebär att punktskatten får vara lägre än minimipunktskattesatsen på alkohol inom unionen, dock inte mer än 75 procent lägre än Portugals normala nationella alkoholskatt.

### Frankrikes utomeuropeiska departement och Saint-Martin

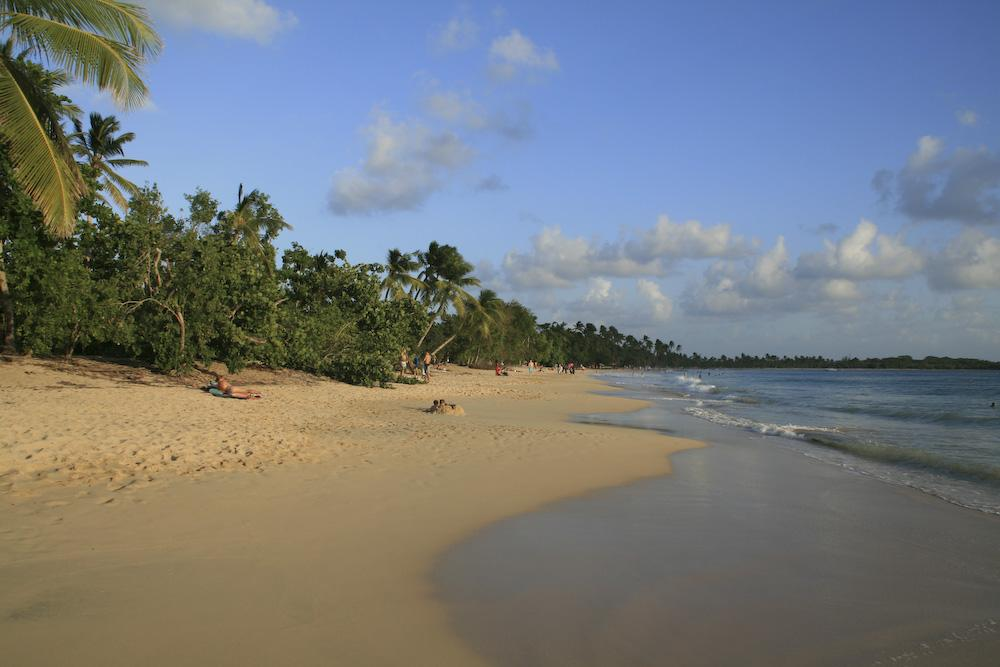
Martinique

Franska Guyana, Guadeloupe, Martinique, Mayotte och Réunion (som alla är belägna långt från Europa), det vill säga Frankrikes utomeuropeiska departement, är fullvärdiga delar av Frankrike och inkluderas i EU men åtnjuter vissa undantag från EU:s lagar, i synnerhet inom tull- och handelspolitik, skattepolitik, frizoner, jordbruks- och fiskepolitik, villkor för leverans av råvaror och viktiga konsumtionsvaror, statligt stöd samt villkor för tillgång till strukturfonder och övergripande unionsprogram. Mayotte fick YRO-status (gick med i EU) 1 januari 2014 efter att tidigare varit ett ULT-område, och blev i samband med det även en del av tull- och momsunionen.
Ön Saint Martins franska del Saint-Martin är fortfarande ett yttersta randområde, trots att ön sedan 22 februari 2007 inte längre är en del av Guadeloupe, utan ett självstyrande franskt utomeuropeiskt förvaltningsområde, alltså inte längre del av egentliga Frankrike. Samma datum lämnade också ögruppen Saint-Barthélemy Guadeloupe och blev ett utomeuropeiskt förvaltningsområde på samma sätt. Saint-Barthélemy erhöll statusen som ett utomeuropeiskt land och territorium (ULT) den 1 januari 2012 (lämnade EU), medan Saint-Martin tills vidare behandlas som ett yttersta randområde (kvar i EU). Saint-Martin har en öppen landgräns mot det nederländska ULT-området Sint Maarten (öns andra halva).
De utomeuropeiska departementen och Saint-Martin omfattas inte av EU:s momsunion, och ingår inte heller i Schengensamarbetet. Ett annat direktiv som inte gäller i dessa utomeuropeiska områden (men som gäller i områden inom EU i Europa inklusive Kanarieöarna), är kravet på att ha sommartid.
Däremot använder sig områdena av euron som valuta. Departementen omfattas också av den fria rörligheten för arbetstagare.
De franska yttersta randområdena åtnjuter ett undantag från EU:s sjötullsystem som tillåter franska myndigheter att bevilja befrielse från eller nedsättning av sjötull för vissa lokalt tillverkade produkter i områdena. Guadeloupe, Franska Guyana, Martinique och Réunion åtnjuter även ett undantag som tillåter en nedsatt skattesats på ”traditionell” rom som framställts i respektive område.

### Kanarieöarna

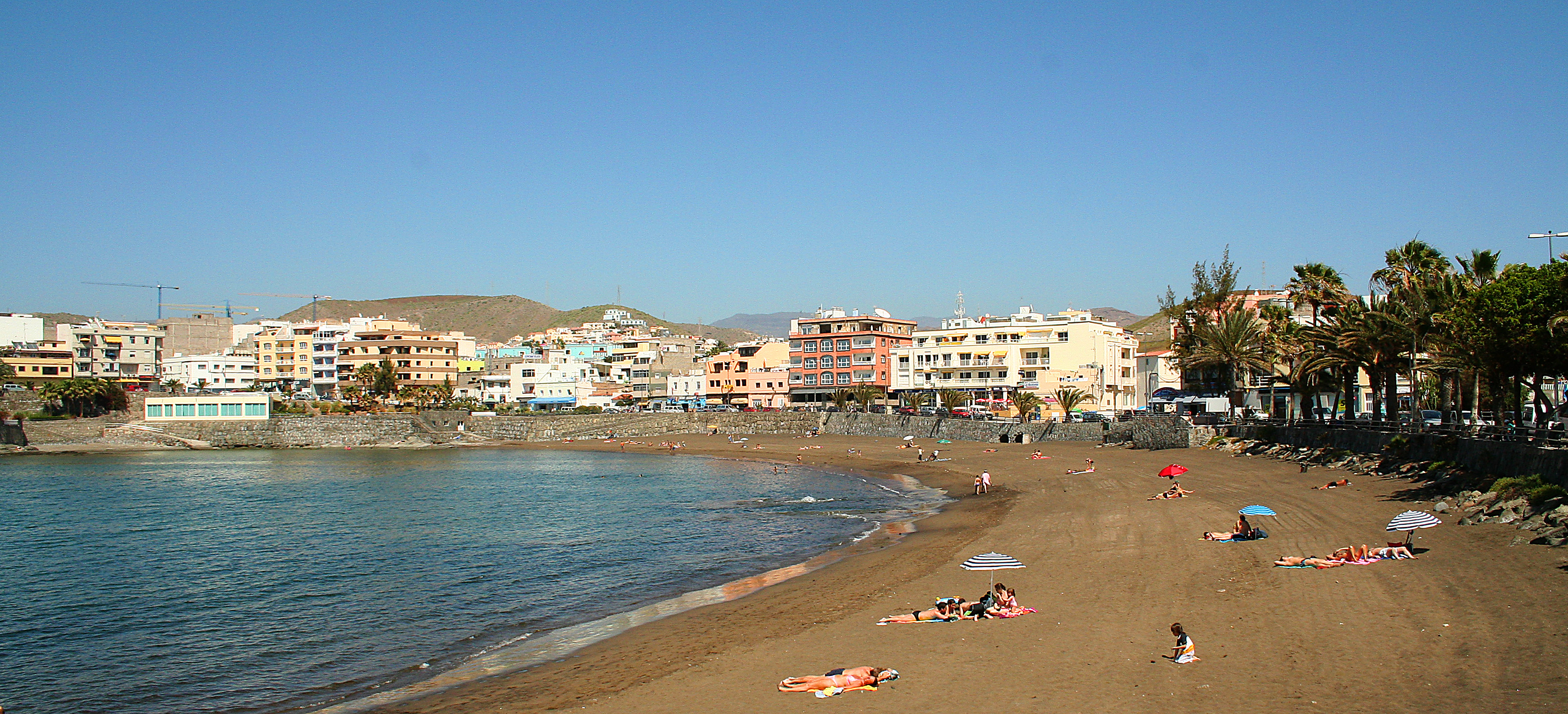
Kanarieöarna

Kanarieöarna är en spansk ögrupp i Atlanten och en del av EU. Det enda undantag ögruppen åtnjuter är att den står utanför EU:s momsunion. Det beror på att ögruppen har sju procent moms, betydligt lägre än normalt i EU. Därför finns det begränsningar för hur mycket privatpersoner får köpa och ta med sig till övriga EU skattefritt. På flygplatserna gäller taxfree, till skillnad från de områden som ingår i EU:s momsunion. Moms läggs på om varor skickas från Kanarieöarna till övriga EU. I övrigt gäller EU:s lagar fullt ut, och ögruppen ingår fullt ut i såväl euroområdet och Schengensamarbetet som EU:s fria rörlighet för arbetstagare, på samma villkor som i övriga Spanien.
Kanarieöarna åtnjuter ett tidsbegränsat undantag, som dock förlängts flera gånger sedan 2002, från av en särskild skatt, AIEM-skatten, vad gäller vissa produkter som har framställts lokalt på ögruppen. Sedan 2011 har ögruppen även ett tillfälligt undantag från unionens tullsatser för import av vissa industriprodukter, ett undantag som förlängdes 2021 till den 31 december 2031.

## Utomeuropeiska länder och territorier

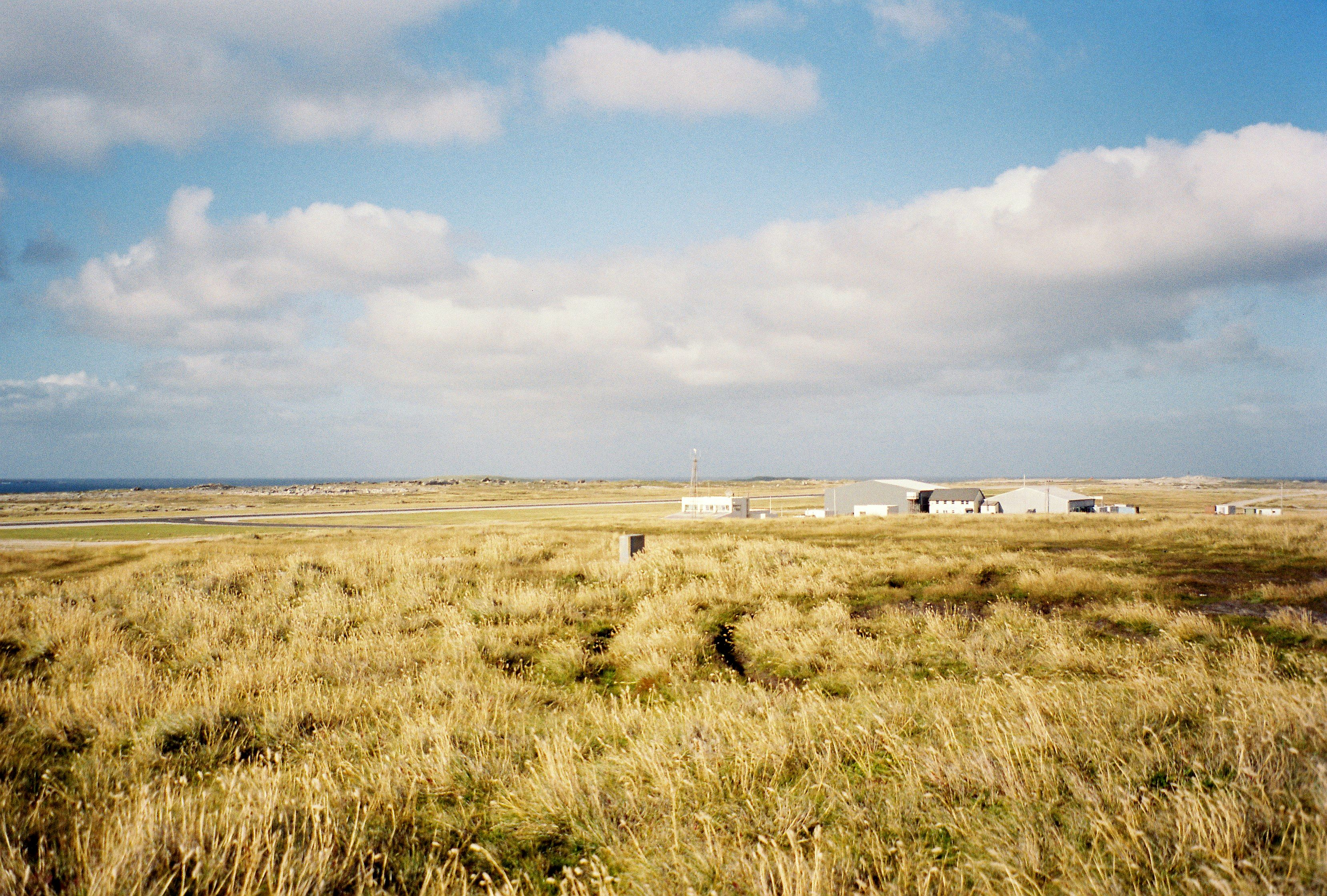
Falklandsöarna

De utomeuropeiska länderna och territorierna (ULT-områdena) åtnjuter enligt fördraget om Europeiska unionens funktionssätt särskild status. De är formellt inte med i EU, och europeiska unionsrätten gäller normalt inte dessa områden. Dock omfattas de av en särskild associeringsordning. De som är medborgare i dessa områden är dock unionsmedborgare eftersom de är medborgare i moderlandet. Enligt fördragen ska associeringens innebörd fastställas i ett beslut av Europeiska unionens råd. Det nuvarande beslutet fastställdes den 25 november 2013. Områdena står utanför Schengensamarbetet, momsunionen och tullunionen. De har dock tullfrihet vid export till Europeiska unionens medlemsstater, samtidigt som de kan ta ut begränsade tullavgifter själva. Euron används inte som valuta, utom i de franska områdena Franska sydterritorierna och Saint-Pierre och Miquelon, som har särskilda valutaavtal med EU. Samtliga ULT-områden, utom Grönland, kan utnyttja den fria rörligheten för arbetstagare inom EES, medan unionsmedborgare inte åtnjuter motsvarande rättigheter i ULT-områdena.
Villkoren för associeringen av de utomeuropeiska länderna och territorierna fastställdes av Europeiska unionens råd i det s.k. ULT-beslutet 2001, som uppdaterades 2013. Ett nytt förslag till ULT-beslut lades fram av Europeiska kommissionen 2018, och antogs 2021.

### Frankrikes utomeuropeiska förvaltningsområden, Nya Kaledonien och Franska sydterritorierna

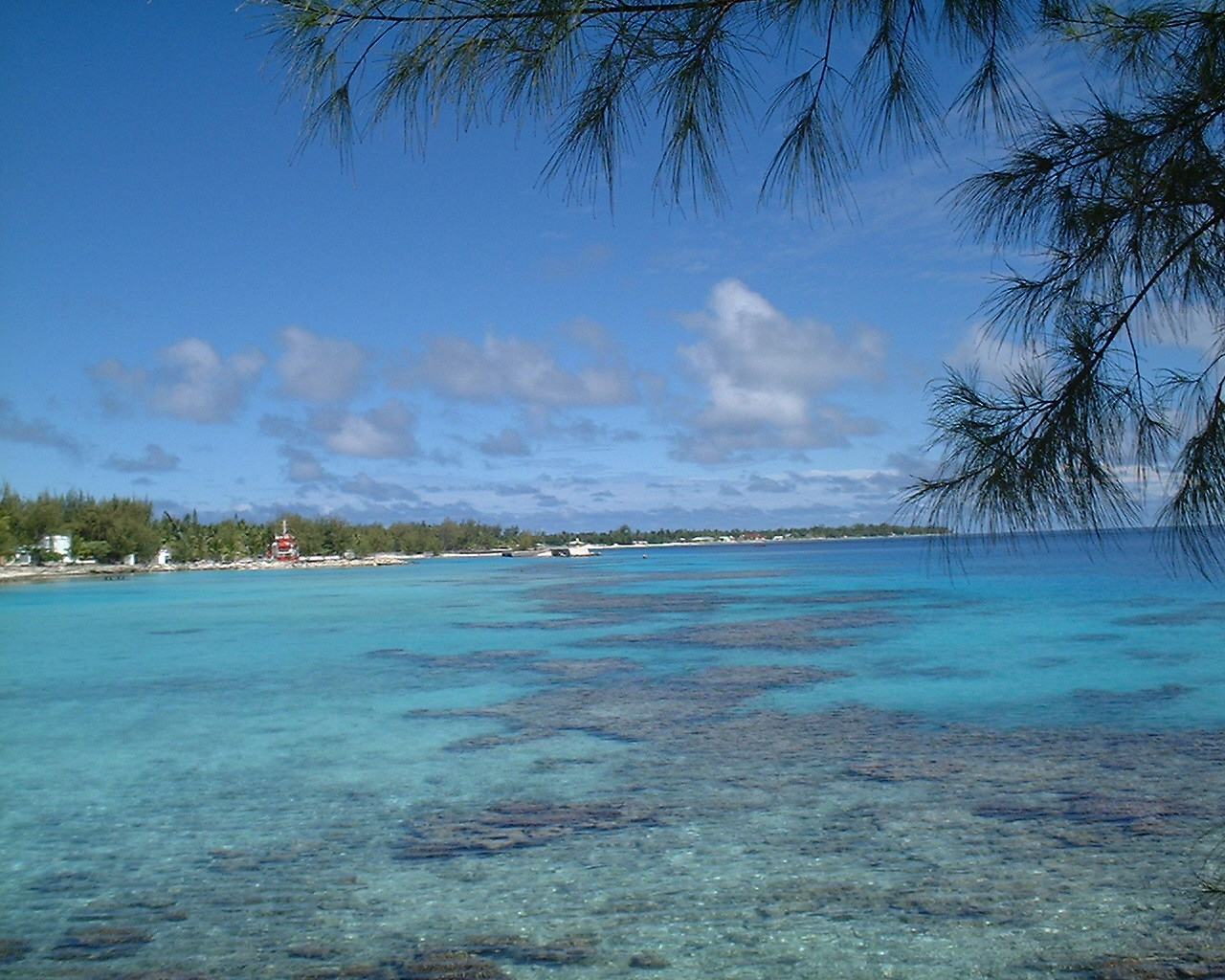
Franska Polynesien

Frankrikes utomeuropeiska förvaltningsområden omfattar Franska Polynesien, Saint-Barthélemy, Saint-Martin, Saint-Pierre och Miquelon och Wallis och Futuna. Dessutom har specialområdena Franska sydterritorierna och Nya Kaledonien särskild status inom Frankrike. Dessa områden, med undantag för Saint-Martin, omfattas av EU:s ULT-regler, på det sätt som är beskrivet ovan, som bland annat innebär att områdena inte ingår i moms- och tullunionen.
Saint-Martin är fortfarande ett yttersta randområde gentemot EU trots sin status gentemot Frankrike. Saint-Barthélemy tillhörde ursprungligen Guadeloupe och ingick därför som ett yttersta randområde i EU. Under 2007 frigjordes dock ögruppen från Guadeloupe efter en folkomröstning och erhöll statusen som utomeuropeiskt land och territorium den 1 januari 2012. Saint-Barthélemy samt Saint-Pierre och Miquelon har euro som valuta genom monetära avtal mellan EU och Frankrike, medan Franska Polynesien, Nya Kaledonien och Wallis och Futuna använder CFP-franc.
2006 röstade folket i Franska Polynesien ja till euron, men det är inte bestämt när valutan ska införas där. Nya Kaledonien höll en folkomröstning om självständighet 2018, som avslog förslaget om självständighet, men kommer att hålla ytterligare en folkomröstning senast 2024 för att bestämma territoriets framtid.

### Grönland

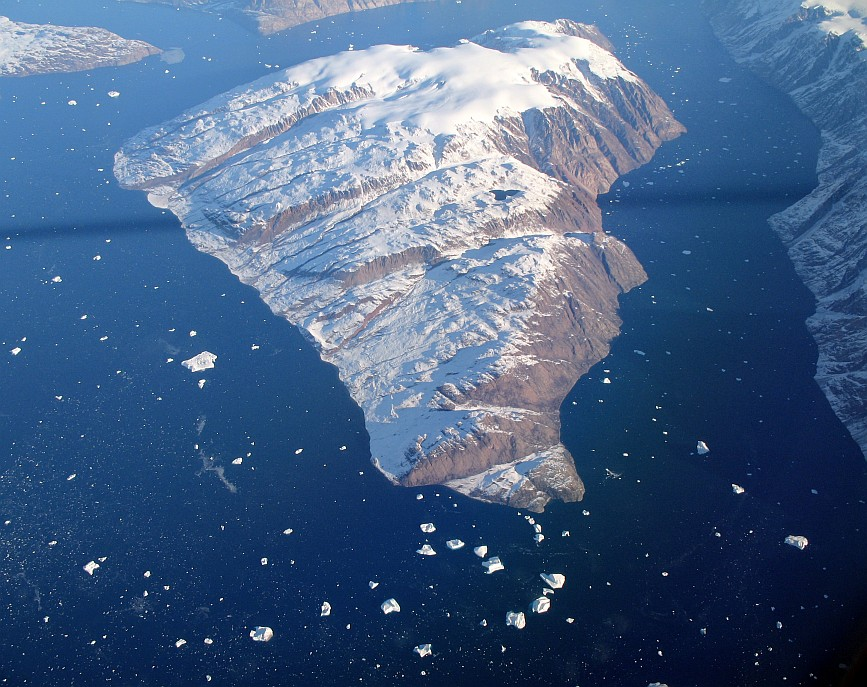
En mindre ö utanför Grönlands kust.

Grönland är ett ULT-område och ingår därför inte i unionen, men var tidigare en del av unionen (då kallad Europeiska gemenskaperna). Territoriet utträdde ur samarbetet på 1980-talet men tillhör fortfarande Konungariket Danmark. 1982 röstade man nej till ett fortsatt deltagande i unionen varvid Grönland lämnade EU, det fram till 2011 enda området att göra det. Grönlänningar är oftast danska medborgare och därför även unionsmedborgare. Det finns särskilda grönländska pass. Grönland ingår formellt inte i Schengensamarbetet och inte heller i den nordiska passunionen men har ändå en öppen gräns mot Schengenområdet, även om det är id-kontroll vid flygincheckning, det huvudsakliga färdmedlet. Pass eller danska fullgoda id-kort krävs.
Grönland använder dansk krona, precis som Danmark. Grönland omfattas inte av den fria rörligheten för arbetstagare. Området ingår inte heller i EU:s momsunion och tullunion, och deltar enbart delvis i den inre marknaden. Däremot har grönlänningarna unionsmedborgarskap, men får inte rösta i val till Europaparlamentet.

### Nederländska ögrupper i Västindien

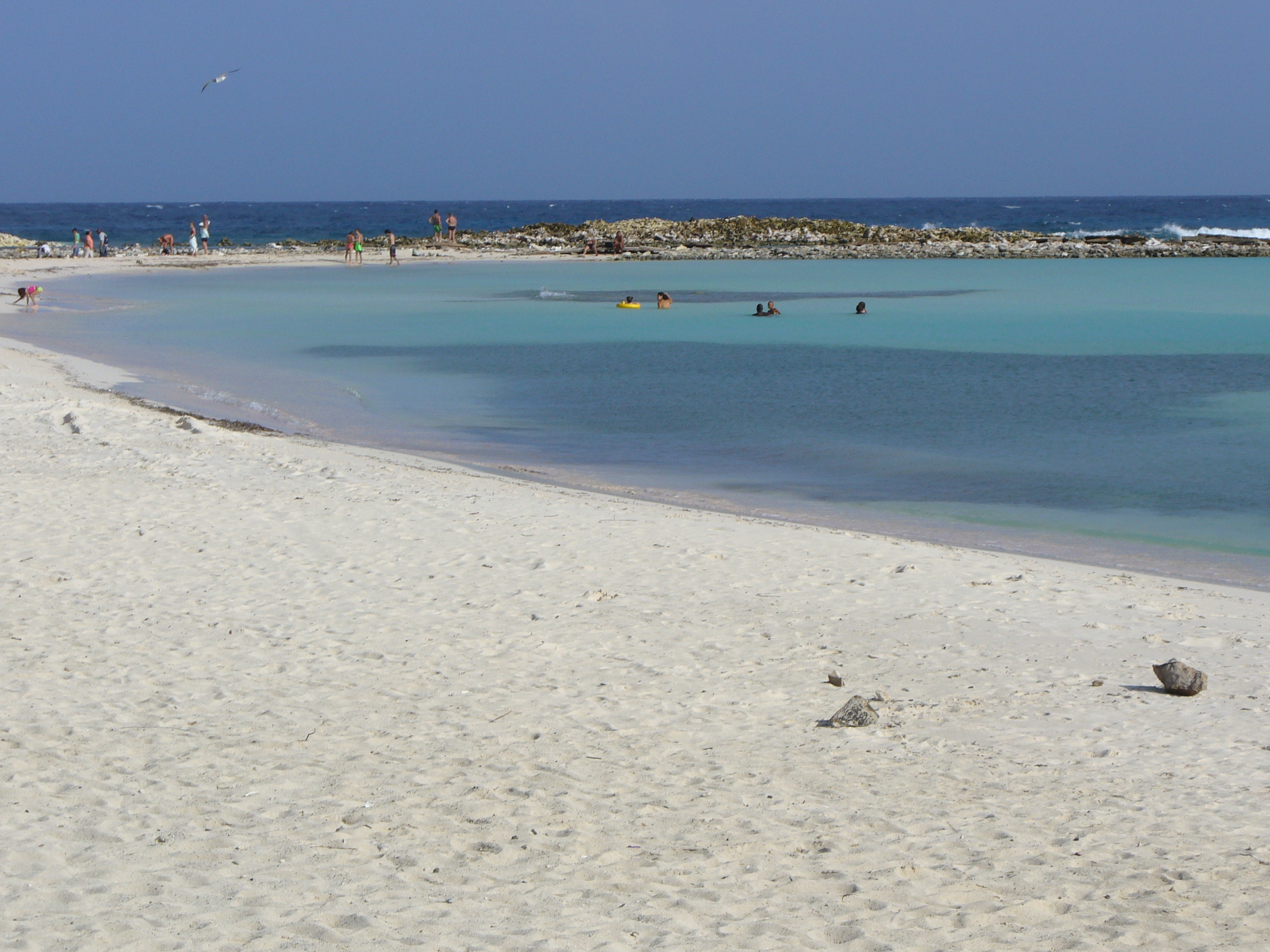
Aruba

I Västindien finns sex territorier tillhörande Nederländerna med specialstatus. Bonaire, Saba och Sint Eustatius är nederländska specialkommuner som tillämpar större delen av de nederländska lagarna. Aruba, Curaçao och Sint Maarten har inre självständighet under Nederländerna. De har alla tillhört Nederländska Antillerna, men Aruba lämnade detta 1986, och i oktober 2010 upplöstes Nederländska Antillerna i de fem övriga delarna.
Samtliga områden räknas dock som ULT-områden och är alltså inte med i EU. ULT-principerna om EU:s tullunion och momsunion med mera gäller. I övrigt deltar ingen av ögrupperna i några fler EU-samarbeten. Befolkningen på ögrupperna är nederländsk och EU-medborgare och får delta i EU:s val sedan 2007. Aruba använder arubansk florin som valuta, Curaçao och Sint Maarten använder Antillergulden, medan övriga områden använder amerikansk dollar. Den nederländska regeringen har som avsikt att omkring år 2015 utvärdera de tre specialkommunernas status inom EU. I enlighet med Lissabonfördraget kan statusen för de nederländska territorierna i förhållande till unionen ändras genom en förenklat ändringsförfarande.

## Andra territorier med undantag

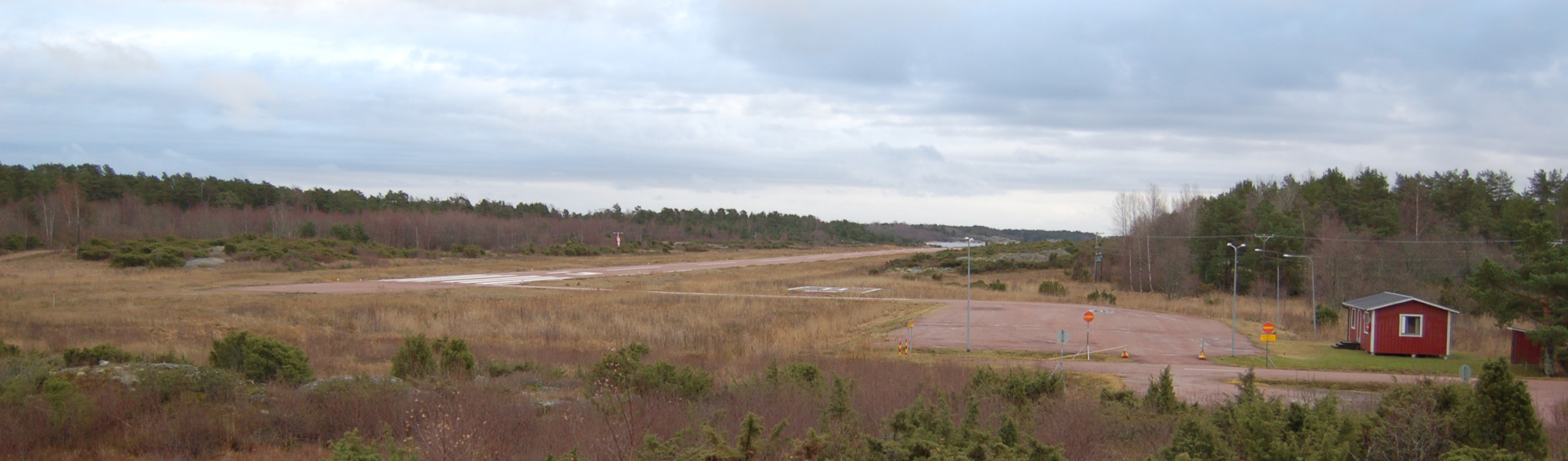
Åland

Förutom de två ovanstående grupperna av territorier som har specialstatus inom EU finns det några andra områden med särskild status.
De flesta övriga områdena ligger i Europa och ingår i EU men har vissa undantag när det gäller EU:s moms- eller tullunion, Schengensamarbetet eller något annat samarbete. Undantagen grundar sig vanligtvis på bestämmelser i något protokoll fogat till moderlandets anslutningsfördrag.
| Följande områden är med i EU:                                                  | Följande områden är inte med i EU: |
| Athos Büsingen Campione d’Italia och Livigno Ceuta och Melilla Helgoland Åland | Clippertonön Färöarna Nordcypern   |

### Athos

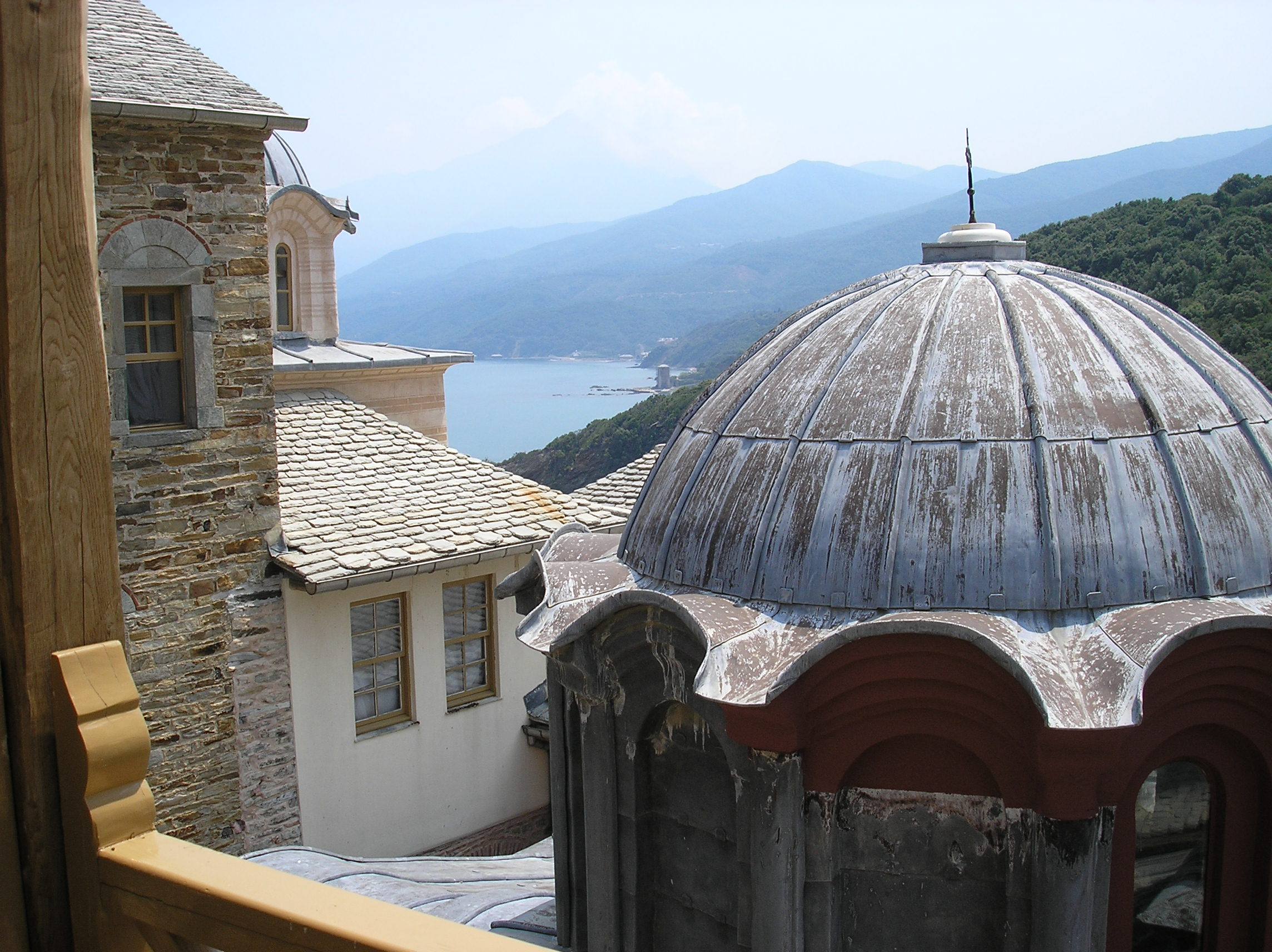
Athos

Athos är ett berg och en halvö i regionen Makedonien i norra Grekland som på grund av sin historia och kultur har en särskild ställning i Grekland enligt artikel 105 i den grekiska konstitutionen. Endast munkar får bo på Athos och för att besöka halvön krävs specialtillstånd. Inga kvinnor tillåts besöka halvön.
Athos är en integrerad del av Europeiska unionen, men omfattas inte av unionens momsdirektiv. Däremot omfattas Athos av punktskattebestämmelserna i den mån de inte påverkar Athos särskilda status. Athos ingår i Schengenområdet, men enligt en särskild förklaring fogad till Greklands anslutningsavtal till Schengensamarbetet ska särskild hänsyn tas till Athos ställning när Schengenregelverket tillämpas och utvecklas.
Strax innan Grekland blev en del av Schengenområdet var det oklart om det skulle leda till att Athos skulle förlora möjligheten att hindra kvinnor från att besöka halvön, något som ledde till protester från munkarna. Anslutningen till Schengenområdet påverkade dock inte Athos ställning i realiteten.

### Büsingen

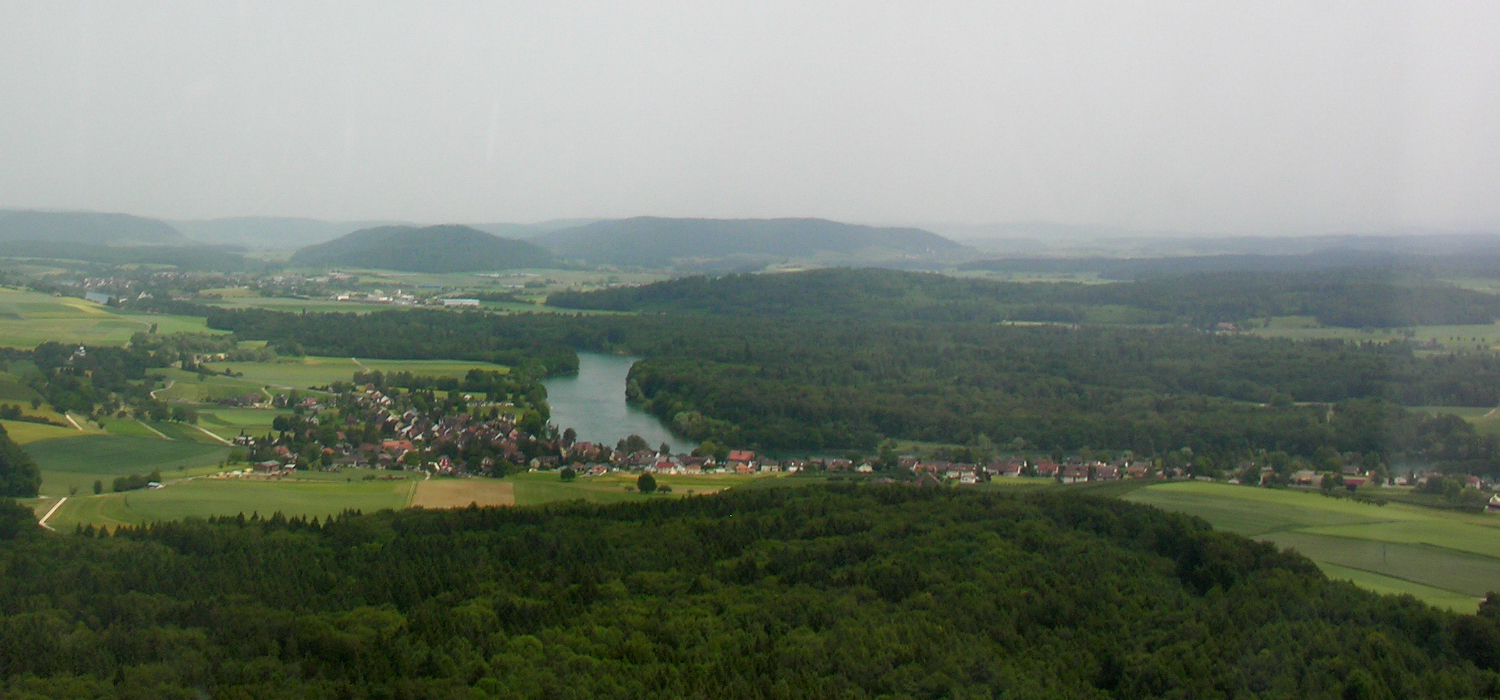
Büsingen

Büsingen är en liten stad och tysk enklav i Schweiz, med särskild status inom unionen på grund av dess särskilda förbindelser med Schweiz. Genom ett avtal mellan Tyskland och Schweiz från 1964 åtnjuter Büsingen särskild status inom Tyskland. Det innebär att Büsingen även har en särstatus inom unionsrätten. Till exempel ingår området inte i EU:s tullunion. Området står även utanför EU:s momsunion, istället gäller schweiziska momsnivåer.
Eftersom staden är en enklav i Schweiz används schweizisk franc i praktiken mer än euro, även om euro är den officiella valutan. Gränsen mellan Büsingen och Schweiz är öppen och sedan Schweiz gick med i Schengensamarbetet den 12 december 2008 ingår även Büsingen i samarbetet.

### Campione d’Italia och Livigno

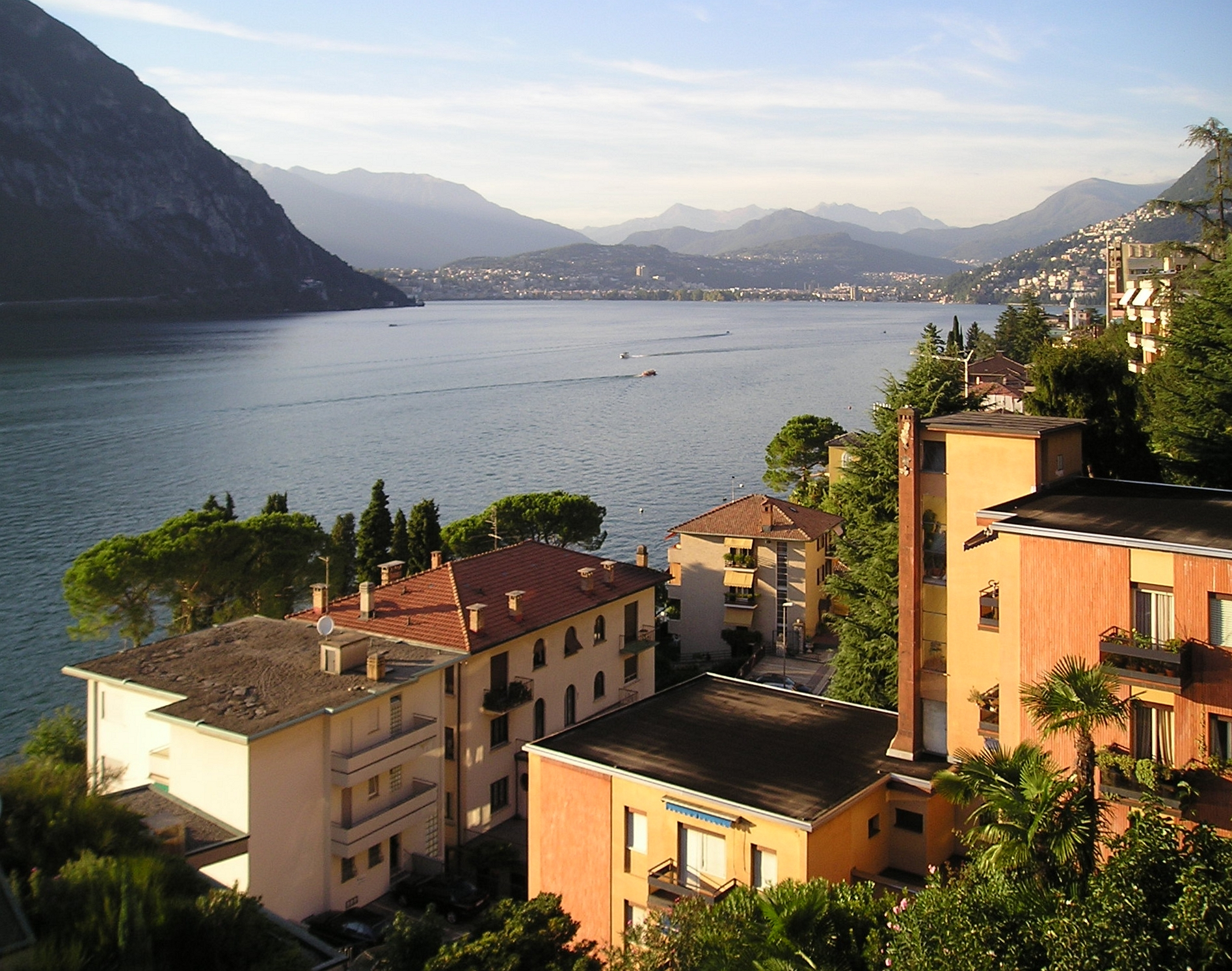
Campione d’Italia

Campione d’Italia (och de italienska delarna av Luganosjön) och Livigno är båda italienska områden med särskilda status på grund av sina speciella geografiska förhållanden. Den italienska exklaven Campione d’Italia ligger fullständigt omsluten av Schweiz, medan Livigno är ett samhälle beläget i bergen i den italienska provinsen Sondrio.
Både Campione d’Italia och Livigno ingår i EU, men båda står utanför EU:s momsunion. Livigno står även utanför tullunionen och punktskatteområdet. Fram till den 1 januari 2020 stod även Campione d’Italia utanför tullunionen och punktskatteområdet. På initiativ av Italien föreslog dock Europeiska kommissionen under 2018 att Campione d’Italia skulle bli en del av tullunionen. Ändringarna godkändes av Europaparlamentet och Europeiska unionens råd i februari 2019 och trädde i kraft den 1 januari 2020. Den 31 maj 2019 väckte en privatperson talan mot Europaparlamentet och rådet vid Europeiska unionens råd med motiveringen att beslutet att inkludera Campione d’Italia i unionens tullområde är omotiverat.
Campione d’Italia använder i praktiken schweizisk franc istället för euro eftersom området är integrerat med Schweiz. Schweiz och Campione d’Italia använder också samma språk och är sedan den 12 december 2008 en del av Schengensamarbetet. Livigno använder däremot euron som valuta och ingick redan sedan tidigare i Schengensamarbetet. I övrigt ingår de fullt ut i EU:s olika samarbeten. Campione d’Italia och Livigno omfattas av den fria rörligheten för arbetstagare.

### Ceuta och Melilla

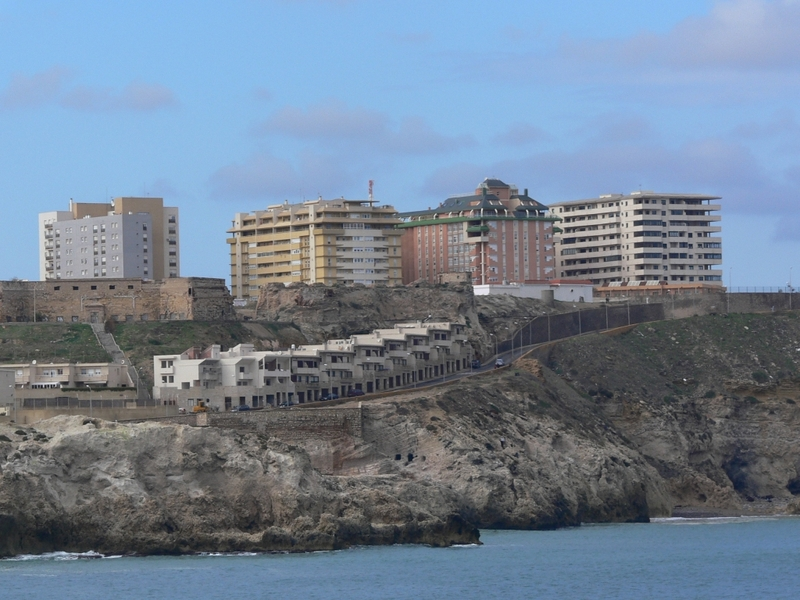
Melilla

Ceuta och Melilla är två spanska exklaver i Afrika vid Gibraltar sund. Båda exklaverna utgörs av autonoma städer och har självstyre inom Spanien. Det finns desstom några obebodda öar och halvöar tillhörande Spanien vid Marockos kust, som har liknande status som Ceuta och Mellia, som kallas Plazas de soberanía.
På grund av sina geografiska lägen åtnjuter de undantag från EU:s moms- och tullunion samt från vissa av EU:s lagar.
De tillhör Schengenområdet, men i praktiken bara begränsat, och Spanien måste enligt Schengenavtalen upprätthålla identiteskontroller på sjö- och flygförbindelser från Ceuta och Melilla till övriga Spanien eller annat Schengenland. Schengenvisa gäller där, men det finns möjlighet för marockaner bosatta i närheten att få tillstånd att fritt under en viss tid besöka Ceuta eller Melilla utan ytterligare tillstånd.
Arbetstagare i Ceuta och Melilla har fri rörlighet inom EU, och EU-medborgare åtnjuter motsvarande fria rörlighet för arbetstagare i de två områdena.
För att förhindra illegal invandring från Marocko, har Spanien byggt upp sex meter höga stängsel längs hela gränsen mellan de två områdena och Marocko. Den som tar sig förbi gränsen har möjlighet att söka politisk asyl i Ceuta eller Melilla. Marocko gör anspråk på exklaverna.

### Clippertonön

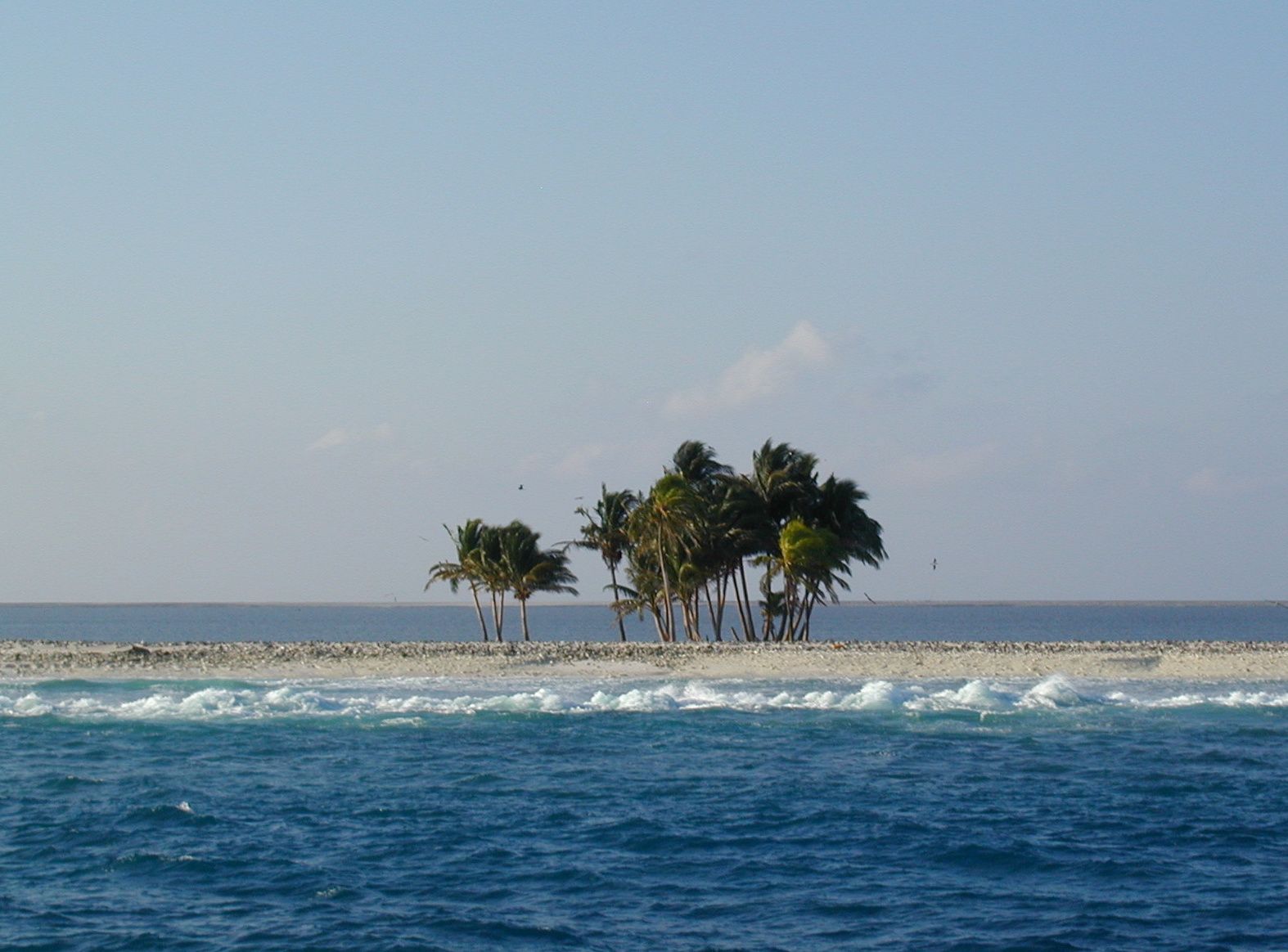
Clippertonön

Clippertonön är en ö i östra Stilla havet tillhörande Frankrike och belägen 100 mil väster om Centralamerika. Ön saknar permanent befolkning, har endast omkring 1,7 km² landmassa och åtnjuter specialstatus inom Frankrike. Tidigare administrerades ön av Franska Polynesien, men är sedan 22 februari 2007 direkt underställt departementet för utomeuropeiska Frankrike.
Ön står utanför Schengensamarbetet och EU:s tull- och momsunion. Eftersom det saknas permanent befolkning, är många regler endast på papperet, och det finns ingen i området som kan delta i Europaparlamentsvalen eller nyttja rätten att arbeta inom andra EU-länder, och ingen för EU-medborgare att ta anställning hos.
Området behandlas dock som om det vore en del av Franska Polynesien, eftersom EU:s fördrag och rättsakter inte har uppdaterats sedan reformen av de franska territorierna. Enda skillnaden är att euron är officiell valuta.

### Basel-Mulhouse-Freiburgs flygplats och Genèves flygplats
Flygplatsen Basel-Mulhouse ligger i Frankrike men delas av Frankrike och Schweiz. De delar av flygplatsen som tillhör den schweiziska sektorn, det vill säga som har bilväg till schweiziskt territorium, står, i likhet med Schweiz, utanför tull- och momsunionen. Innan Schweiz anslöt sig till Schengensamarbetet den 12 december 2008 var även den schweiziska sektorn utanför Schengenområdet. På ett omvänt sätt ligger Genèves flygplats i Schweiz men har en fransk sektor med fransk tull och väg direkt till Frankrike, och som därmed tillhör EU:s moms- och tullunion, och som låg inom Schengensamarbetet även före den 12 december 2008. Det finns även sedan ännu längre tillbaka (för Basel 1852) utländsk och schweizisk tullkontroll (och nu nerlagd passkontroll) på vissa järnvägsstationer, bland annat i Genève och Basel, som har tåg men inte väg till utlandet utan ytterligare kontroll. Leymens hållplats tillhör Basels spårväg men ligger i Frankrike, även om spåret och själva hållplatsen räknas som schweizisk tullmässigt (utan tullstation).

### Färöarna

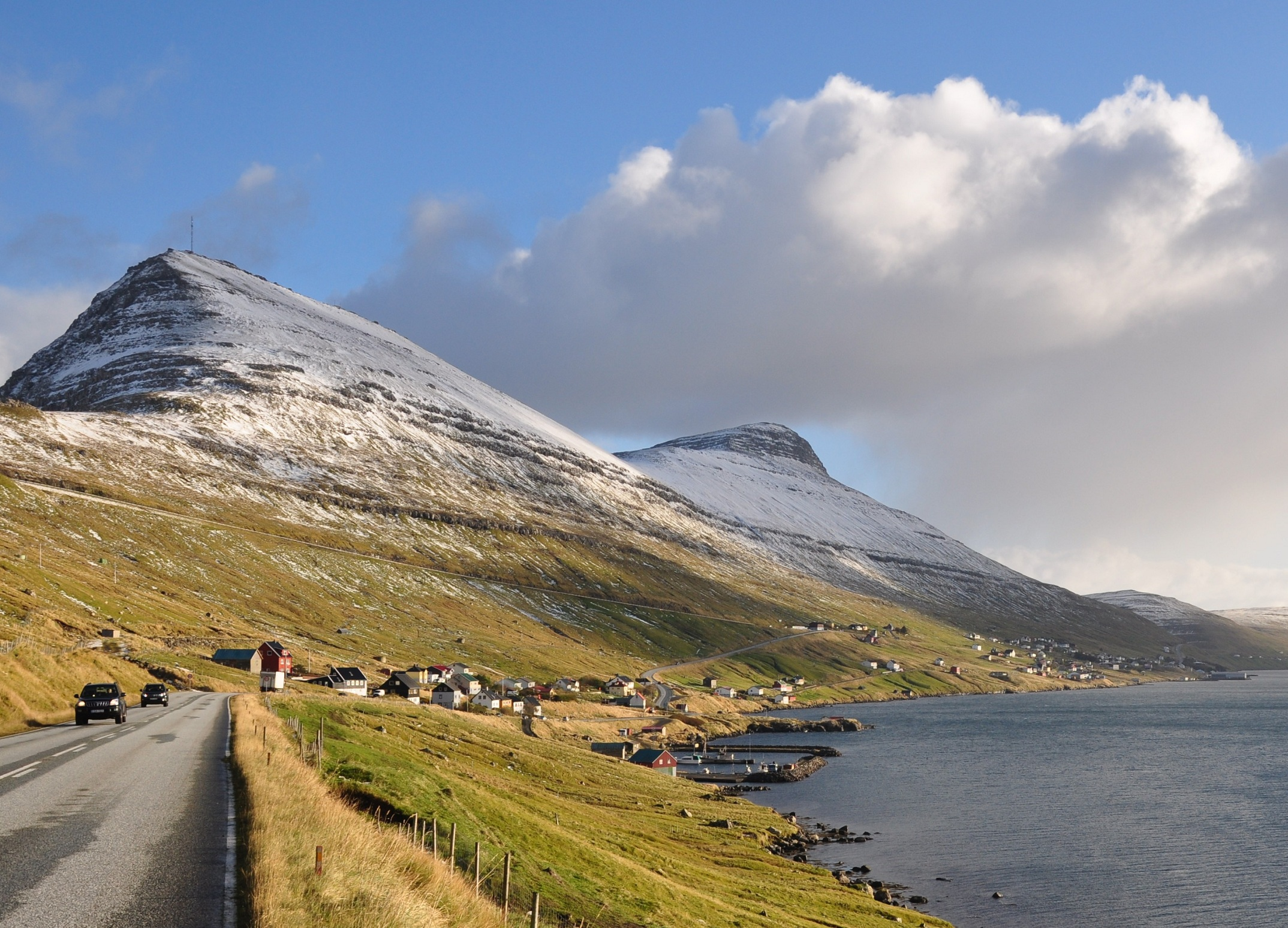
Färöarna

Färöarna är en ögrupp norr om de brittiska öarna, som tillhör Konungariket Danmark men står helt utanför EU inklusive Euratom. Det innebär att medborgarna på ön inte räknas som unionsmedborgare och inte heller deltar i EU:s val. Precis som övriga Danmark använder sig inte heller Färöarna av euron. Ögruppen använder färöisk krona, som är lika mycket värd som den danska kronan men har andra motiv. Ögruppen står även utanför EU:s moms- och tullunion. Färöarna ingår inte i Schengenområdet, däremot i den nordiska passunionen. Det är passkontroll på både flygplatsen och i hamnen. Nordiska medborgare behöver godkänd legitimation och icke-nordiska medborgare behöver pass såsom det var i Skandinavien före Schengen. Ögruppen ingår också delvis i den inre marknaden genom frihandelsavtal med EU. Färöarna status härstammar från att Färöarna länge haft inre självstyre och beslutade att inte följa med då Danmark gick med i EG 1973. I augusti 2013 uttryckte Färöarnas premiärminister Kaj Johannesen intresse för att leda ögruppen in i unionens inre marknad så snart konflikten om fiskekvoter har löst sig, detta i samband med Islands EU-ansökan där Island ville ha undantag från fiskeunionen. Allt detta har dock inte blivit mycket med (skrivet 2020).
Förbindelserna mellan Färöarna och Europeiska unionen regleras huvudsakligen genom ett avtal från 1997. Det berör bland annat handels- och tullfrågor.

### Helgoland

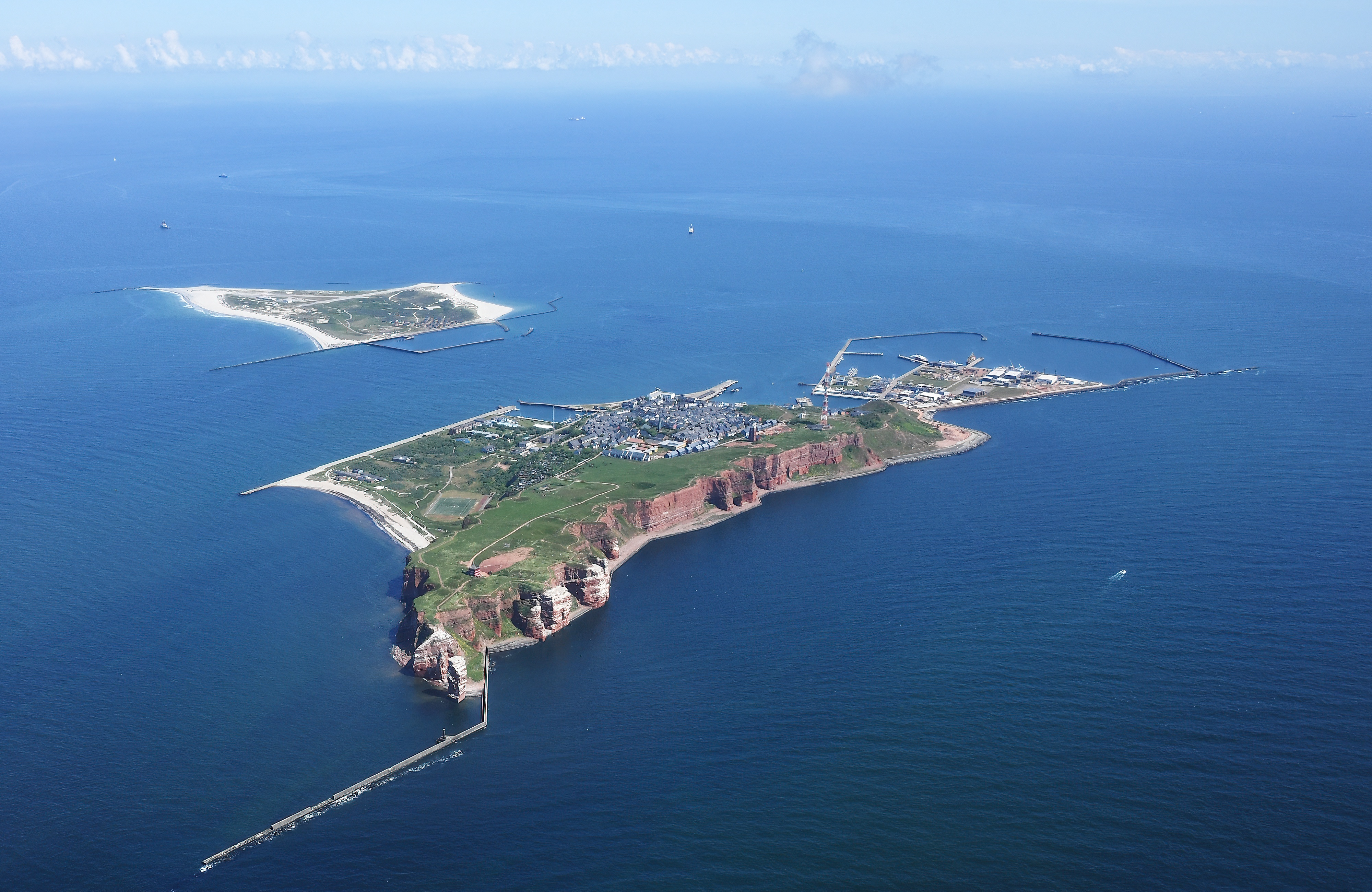
Helgoland

Helgoland är en tysk ögrupp vid den nordvästra tyska kusten. Ögruppen är en del av EU och Europeiska atomenergigemenskapen, men deltar inte i unionens moms- och tullunion, eftersom ögruppen inte har någon moms. I övrigt deltar ögruppen fullt ut i alla EU:s samarbeten, däribland ingår Helgoland i Schengensamarbetet och använder euron i likhet med övriga Tyskland som valuta, och omfattas även av den fria rörligheten för arbetstagare. Efter andra världskriget använde britterna Helgoland för militära ändamål. 1947 försökte britterna spränga ön, men efter protester främst från de ursprungliga invånarna, avbröts planerna på att utradera ön. Istället lämnades ön tillbaka till Tyskland år 1952, och har sedan dess haft särskild ekonomisk status inom landet.

### Nordcypern och gröna linjen

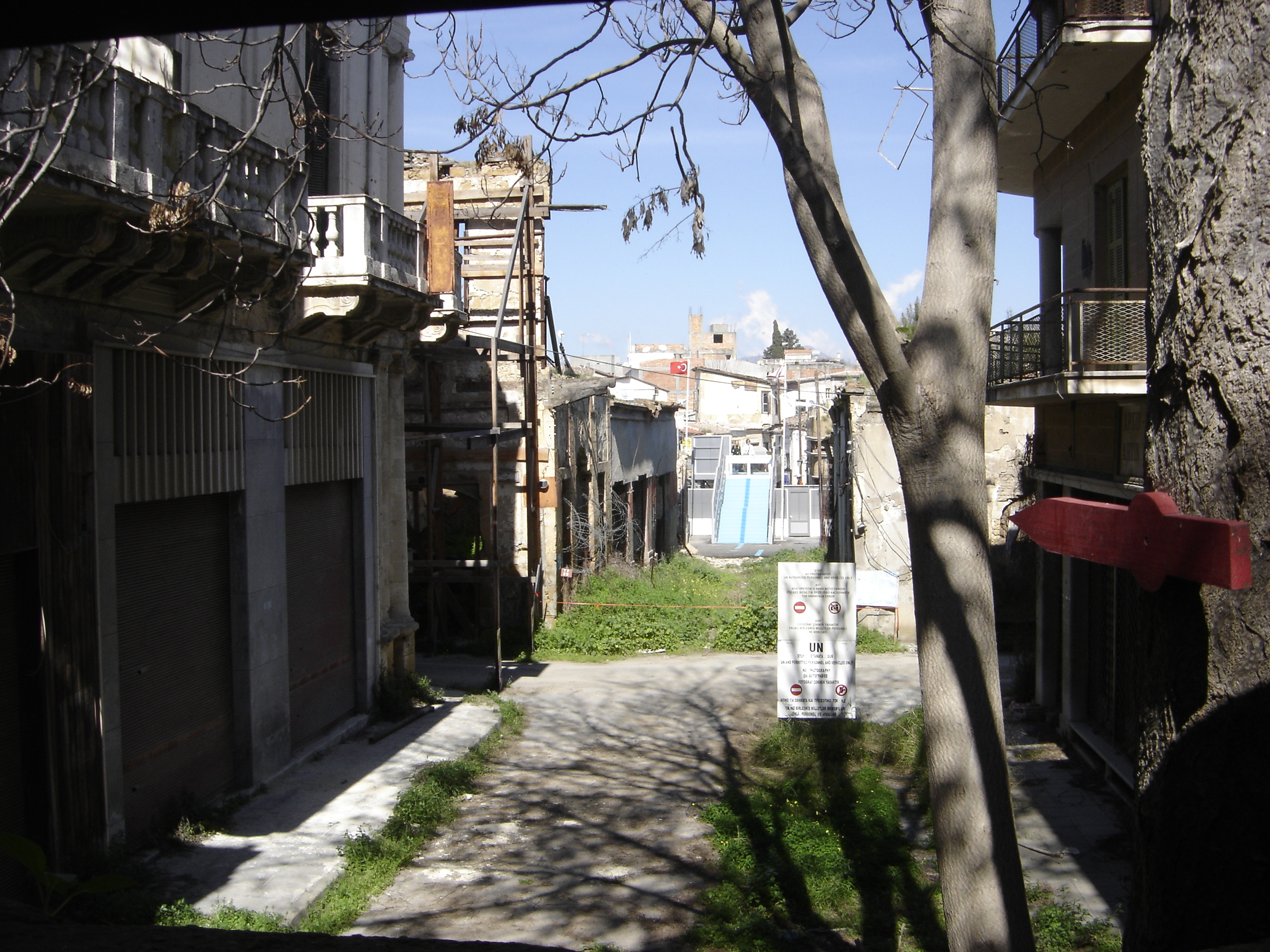
Gröna linjen, som delar Cypern i två delar, syd och nord.

Nordcypern utgörs av den turkcypriotiska delen, som i praktiken utgör en egen suverän stat även om endast ett fåtal länder har erkänt den som sådan. När Republiken Cypern blev medlem i EU blev formellt hela Cypern medlem, inklusive det turkcypriotiska området i norr, eftersom EU inte erkänner det som självständig stat. Unionsrätten omfattar således formellt även den turkcypriotiska delen, men har undantag eftersom området i praktiken inte är under Republiken Cyperns kontroll. Medborgarna i norra Cypern räknas som unionsmedborgare och har rätt att delta i EU:s val. Den norra delen står dock i praktiken utanför större delen av samarbetet, inklusive euron och Schengensamarbetet. Republiken Cypern deltar ännu inte fullt ut i Schengensamarbetet och har inte avskaffat gränskontrollerna mot Schengenområdet. Gränskontroller mellan de delar som Republiken Cypern som regeringen kontrollerar och de delar som regeringen inte har faktisk kontroll över (Nordcypern samt gröna linjen) regleras genom en förordning av rådet. Gränsen får endast passeras vid särskilda gränsövergångsställen och kontroller genomföras av personernas identitet på liknande sätt som vid gränskontroller vid de yttre gränserna.
Vid en eventuell återförening kommer Nordcypern, efter beslut av rådet, automatiskt att ingå i unionen som en del av Republiken Cypern. Inom fyra månader från att rådet antagit ett sådant beslut, måste Cypern hålla nyval till Europaparlamentet, för att hela ön ska vara representerad. År 2008 sa sig båda ländernas presidenter mer positiva till återförening än tidigare, och förhandlingar har pågått sedan dess, dock med begränsad framgång. Under 2016 intensifierades förhandlingarna. Se Cypernfrågan.
Enligt det förslag som Europeiska kommissionen antog inför den föreslagna återförening av Cypern 2004, men som aldrig blev av, skulle turkiska bli ett officiellt språk. Språkfrågan aktualiserades åter under 2016 då Cyperns regering begärde att unionens institutioner förbereder sig för att göra turkiska till ett officiellt språk i händelse av en återförening.

### Åland

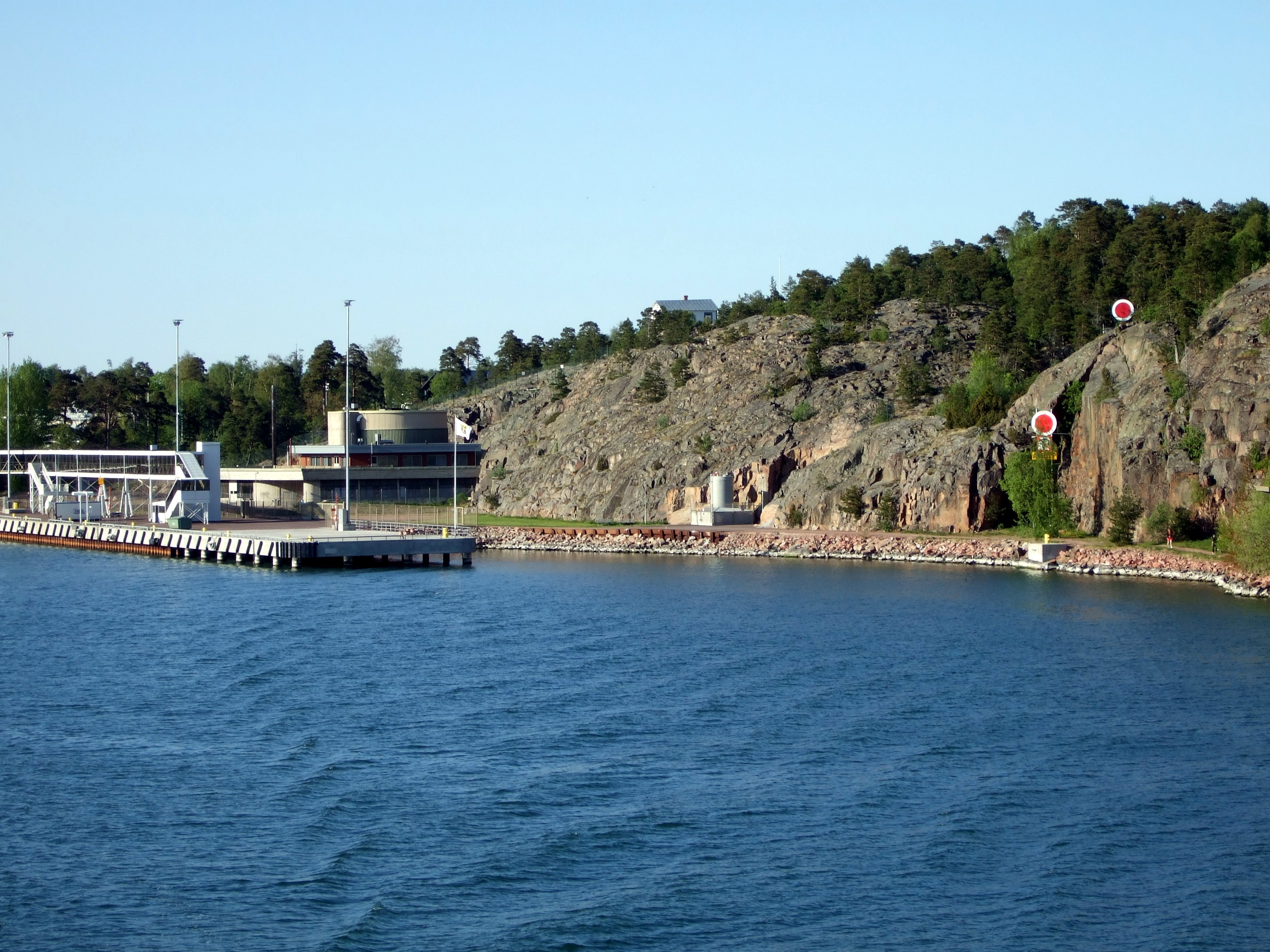
Åland

Eftersom Åland har en speciell historia och nära band till Sverige åtnjuter ögruppen autonomi inom Finland, kallad Ålands självstyrelse. Ålands autonoma status har även erkänts av EU och således har ögruppen fått undantag även inom EU. Undantagen gäller dels EU:s lagar, dels unionsmedborgarskapet. Åland har ett slags eget medborgarskapsbegrepp, åländsk hembygdsrätt. Detta ger rättighet att köpa hus i Åland, något som övriga unionsmedborgare inte har. Detta undantag bygger på Ålands tidigare undantag inom Finland. Åland ingår inte heller i EU:s momsunion (som inkluderar alkoholskatter med mera), vilket ger möjlighet att sälja alkohol skattefritt på färjor och på flygplatsen. Detta undantag fanns inte sedan tidigare, utan infördes i samband med Finlands EU-inträde. Det innebär att handeln mellan Åland och övriga EU, inklusive övriga Finland, i detta hänseende betraktas som import eller export. Den som bor på Åland och köper varor på postorder från övriga EU inkl Finland måste få säljaren att dra bort momsen och att skriva värdet på paketet. Ålands tull tar ut moms i vilket fall. Köper man en bil i Finland eller annat EU-land avsedd att brukas på Åland, beläggs den med 23 procent moms, men man får dra av momssatsen som gällde i det EU-landet där den först såldes.

## Tidigare bestämmelser

### Forna kolonier

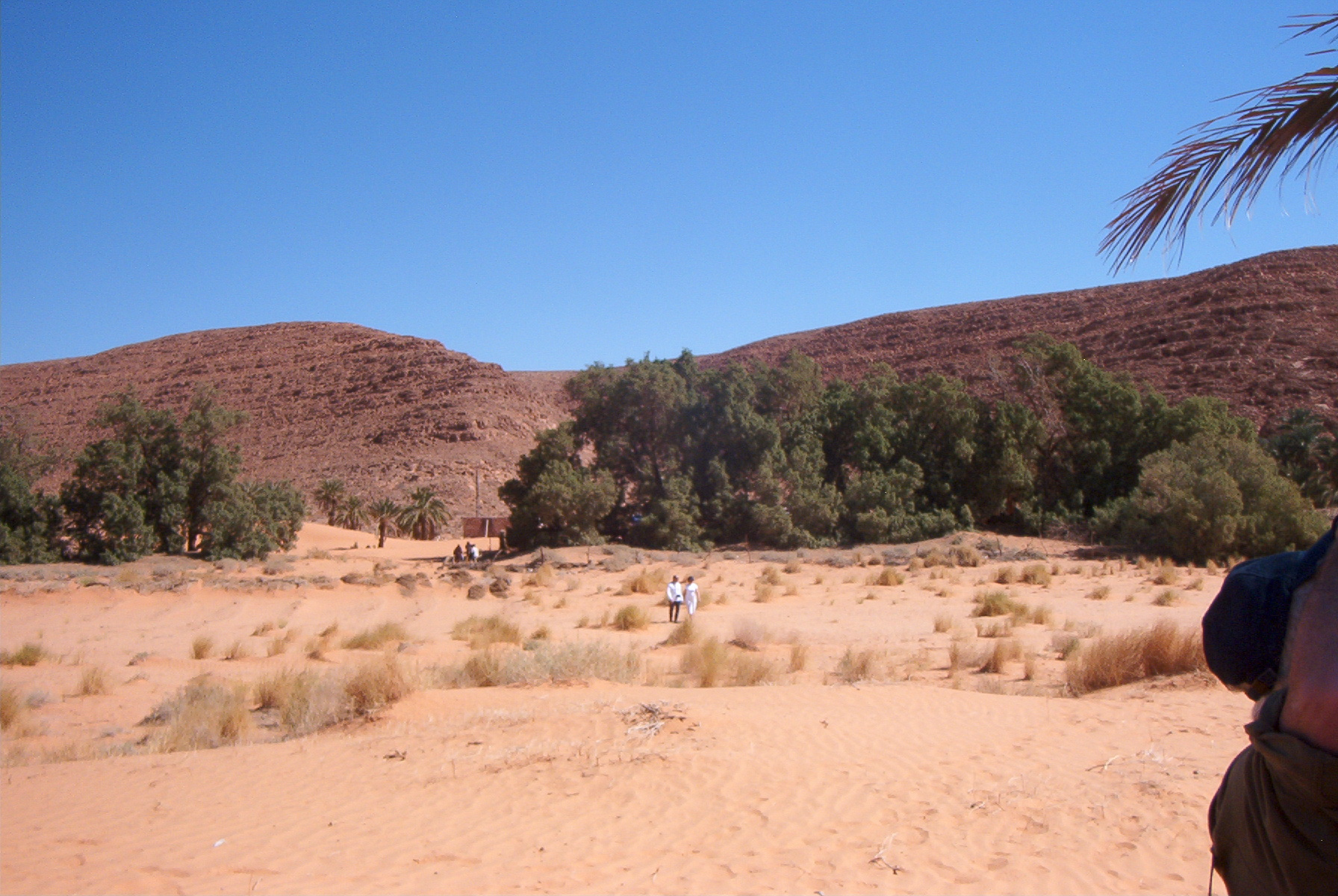
Algeriet

Många länder runt om i världen har tidigare varit kolonier till EU:s medlemsstater. De flesta av dessa blev självständiga innan 1990, då varken EU-medborgarskap, Schengensamarbetet eller momsunionen ännu fanns. Ett särskilt fall var Algeriet som var ett Yttersta randområde (YRO-område), en del av Frankrike och EU, tills 1962. De övriga kolonierna ingick aldrig i EU eller dess föregångare, utan var istället associerade till unionen som utomeuropeiska länder och territorier (ULT-områden). På så sätt åtnjöt de specialstatus, såsom frihandel med unionens medlemsstater. De kolonier som vid någon tidpunkt var ULT-områden var belgiska Kongo, Marocko, Tunisien och övriga franska områden i Afrika, nederländska Surinam, brittiska Brunei, Antigua och Barbuda och Hongkong samt portugisiska Macau. Hongkong och Macau lämnade medlemsstaterna så sent som 1997 respektive 1999, när fördraget om Europeiska unionen hade införts, men inte euron. De omfattades inte heller av varken Schengensamarbetet eller momsunionen. Dessa två områden hade egna valutor. Hongkong har också fortfarande ett tullsamarbete med EU, vilket gör det till en viktig mellanhand i handeln mellan Kina och EU.

### Territorier fortfarande associerade med EU-länder
Grönland lämnade EU, fick ULT-status 1985, efter att ha varit ett YRO-område med några få undantag, till exempel gällande fiske. Saint-Barthélemy har också lämnat EU, fick ULT-status 1 januari 2012 efter att innan dess haft YRO-status. Mayotte gick med i EU (fick YRO-status) 1 januari 2014 efter att tidigare varit ett ULT-område.

### Kleinwalsertal och Jungholz

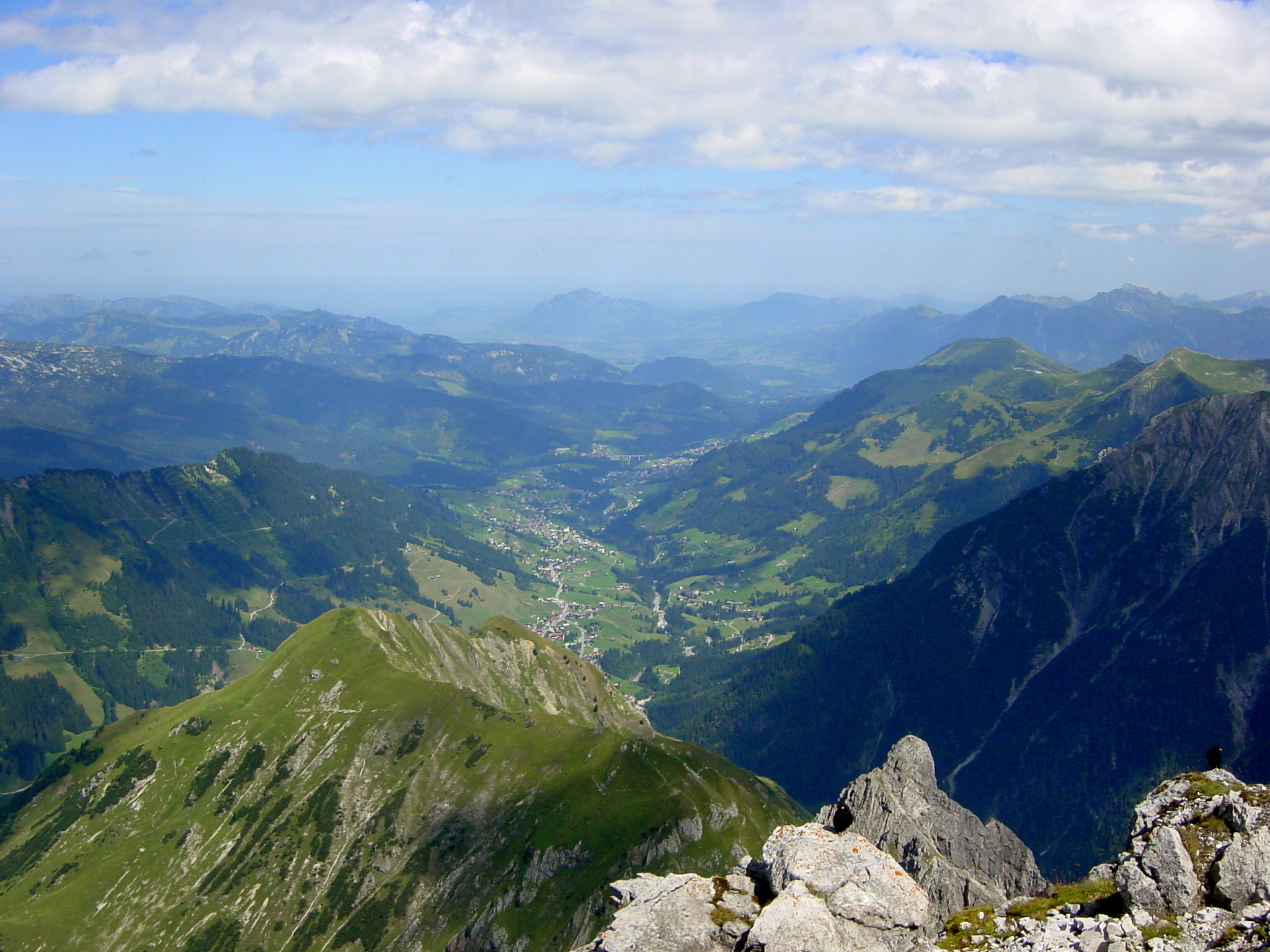
Kleinwalsertal

De österrikiska områdena Kleinwalsertal och Jungholz åtnjöt tidigare juridisk specialstatus. Detta berodde på att Kleinwalsertal och Jungholz endast har vägförbindelser med Tyskland och inte någon direkt förbindelse med någon annan del av Österrike. Områdena var därför i tull- och valutaunion med Tyskland, och det fanns inga gränskontroller mellan Tyskland och Kleinwalsertal respektive Jungholz. När Österrike anslöt sig till Europeiska unionen och dess tullunion den 1 januari 1995, upphörde områdenas tullavtal med Tyskland att gälla eftersom det ersattes av Österrikes medlemskap i EU. Sedan Österrikes anslutning, har områdenas specialstatus successivt avvecklats. Genom implementeringen av Schengensamarbetet i Tyskland 1995 och Österrike 1997 upphörde alla gränskontroller mellan de båda staterna. Införande av euron i både Tyskland och Österrike 2002, innebar att Kleinwalsertal och Jungholz slutligen också förlorade sin kvarstående juridiska specialstatus. Sedan dess behandlas båda områdena på samma sätt som övriga Österrike, förutom vad gäller mervärdesskatt där Jungholz tillämpar de tyska reglerna för mervärdesskatt.[källa behövs]

### Storbritanniens utomeuropeiska territorier och kronbesittningar
Storbritannien lämnade EU den 1 februari 2020. Enligt avtalet om Storbritanniens utträde ur Europeiska unionen fortsatte dock unionsrätten att gälla Storbritannien och dess territorier fram till och med den 31 december 2020. Storbritanniens utomeuropeiska territorier inkluderade Anguilla, Brittiska Antarktis, Brittiska Jungfruöarna, Brittiska territoriet i Indiska oceanen, Caymanöarna, Falklandsöarna, Montserrat, Pitcairnöarna, Sankt Helena, Ascension och Tristan da Cunha, Sydgeorgien och Sydsandwichöarna och Turks- och Caicosöarna som alla räknades som ULT-områden. Dessutom omfattades Akrotiri och Dhekelia, Bermuda, Gibraltar, Kanalöarna och Isle of Man av delar av unionsrätten utan att vara ULT-områden.
Gibraltar ingick i EU men tillhörde inte moms- och tullunionen. De utomeuropeiska brittiska territorierna som ingick i ULT ingick inte i EU:s moms- och tullunion. Storbritannien och dess utomeuropeiska territorier hade inte euron (dock ändå Akrotiri och Dhekelia) och ingick inte i Schengensamarbetet. Territorierna (dock ändå Gibraltar) deltog inte heller i Europaparlamentsvalen. Bermuda ingick varken i EU eller ULT. Akrotiri och Dhekelia ingick inte heller i EU utöver vissa saker som följde av deras nära koppling till Cypern. Kanalöarna och Isle of Man (som räknas som brittiska kronbesittningar) hade en specialstatus inom EU, som inte liknade andra områden. De tillhörde den inre marknaden för varor, med undantag, och EU:s tullunion gällde. De ingick inte i den fria rörligheten för arbetstagare eller tjänster (inklusive mobilroaming). Isle of Man ingick i EU:s momsunion, men inte Kanalöarna eftersom de inte har någon moms.
I och med utträdesavtalet 2020 har Nordirland fått en särskild status med delvis frihandel med EU, till skillnad från övriga Storbritannien.

### Andra enklaver och exklaver
Det finns ett antal enklaver och exklaver i EU, mindre områden som är en del av ett land men omringas av ett annat. I dessa gäller landets vanliga lagar om valuta, moms och annat. Det kan finnas eller ha funnits vissa arrangemang om passfria resor mellan enklaven och övriga landet, vilka genom Schengensamarbetet blivit överflödiga.
Belgien–Nederländerna
Baarle-Hertog är enklaver av Belgien omgivna av Nederländerna. Gränskontroller avskaffades mellan länderna före EG bildades.
Tyskland–Belgien
Vennbahn-exklaverna är fem tyska exklaver i Belgien. Vennbahn(en) var en järnväg byggd av Tyskland 1885, där delar av sträckningen tilldelades Belgien 1919, som del av Eupens kommun. Dess banvall och stationsområden tilldelades Belgien, vilket skapade enklaver av Tyskland väster om banan. Vägar passerade järnvägen utan kontroller (tågen ansågs gå i Belgien, medan vägkorsningarna hanterats som Tyskland). Tågtrafiken lades ned 2001, och rälsen har tagits bort, men markens statstillhörighet har inte ändrats.
Spanien–Frankrike
Llívia hör till Spanien men är omgiven av Frankrike. Under Francotiden (då Spanien inte hörde till EG) var det gränskontroller, och invånarna hade särskilda passerkort som gav mindre kontroll. Sedan byggdes en väg utan kontroll med bro över en fransk väg.

### Tyskland
Delstaten Saarland kom redan efter första världskriget under franskt styre en kortare tid, och blev efter andra världskriget åter igen ett franskstyrt protektorat, en självständig del av Tyskland under franskt beskydd, och en del av EEG. Efter en folkomröstning om dess tillhörighet införlivades regionen i Förbundsrepubliken Tyskland 1957.
Östtyskland, DDR, erkändes inte av västmakterna som en självständig stat förrän 1972. På papperet var landet fram till dess en del av ett enda Tyskland och därmed på papperet en del av EG, fastän ockuperad av Sovjetunionen enligt västmakternas åsikt. I praktiken var DDR inte en del av EG, utan ett självständigt land, något som erkändes av den tyska förbundsrepubliken 1972. Det finns en likhet med Nordcyperns ställning idag, bortsett från att detta område inte alls fått internationellt erkännande som självständig stat.

## EES-länderna och Schweiz
EES-länderna (Norge, Island och Liechtenstein) samt Schweiz är formellt inte medlemmar i Europeiska unionen, men de omfattas indirekt av en stor del av unionsrätten och tillhör inre marknaden. De är i praktiken med i EU:s tullunion men inte i momsunionen och inte eurosamarbetet. De är med i Schengensamarbetet, och ingår i den fria rörligheten.
Det finns dock områden med undantag.
Svalbard
Svalbard är en del av Norge, men ingår inte i EES och Schengensamarbetet, och har egna regler för fri rörlighet. Svalbard är inte i momsunion med resten av Norge, eftersom det inte är någon moms där.
Jan Mayen
Jan Mayen är en del av Norge och ingår i EES och Schengensamarbetet. Ön har vissa specialregler gentemot Norge som går igen i EES. Ön har ingen moms och vissa speciella regler om besök och arbete.
Samnaun
Samnaun är ett område i Schweiz som har bättre vägar till Österrike än resten av Schweiz. Samnaun har därför inte schweizisk moms utan är kopplad till Österrike på ett sätt som liknar kopplingen mellan Schweiz och Livigno i Italien respektive Büsingen i Tyskland.

## Brittiska territorier
Storbritannien lämnade Europeiska unionen den 1 februari 2020 och unionsrätten upphörde att vara tillämplig i landet den 1 januari 2021. Trots detta har tre territorier som tillhör Storbritannien särskild status i förhållande till EU. Basområdena Akrotiri och Dhekelia har haft en särskild status i unionsrätten sedan Storbritannien blev medlem i Europeiska gemenskaperna den 1 januari 1973. I enlighet med avtalet om Storbritanniens utträde ur Europeiska unionen gäller även särskilda bestämmelser för Nordirland i syfte att upprätthålla den fria rörligheten mellan Irland och Nordirland. Förhandlingar pågår mellan Storbritannien och EU om att även underlätta den fria rörligheten mellan Gibraltar och Spanien.

### Akrotiri och Dhekelia
Akrotiri och Dhekelia är två brittiska militärbasområden på Cypern. Områdena har aldrig varit en del av EU, men hade under Storbritanniens tid som EU-land en särskild status i unionsrätten. Basområdena har i stort sett samma status sedan Storbritannien lämnade EU. Det innebär bland annat att fri rörlighet för personer råder mellan basområdena och Cypern. Euron är officiell valuta och delar av unionsrätten är tillämplig för att underlätta rörligheten av varor, tjänster, personer och kapital.

### Nordirland
I samband med förhandlingarna om avtalet om Storbritanniens utträde ur Europeiska unionen kom EU och Storbritannien överens om att underlätta den fria rörligheten för personer och varor mellan Nordirland och Irland. De särskilda bestämmelserna i avtalet gör det möjligt för varor att transporteras fritt mellan Nordirland och EU, trots att Storbritannien lämnade EU:s tullunion och den inre marknaden den 1 januari 2021. I utbyte omfattas Nordirland av vissa delar av unionsrätten, däribland bestämmelser om produktstandarder. Ytterligare bestämmelser om Nordirlands status finns i handels- och samarbetsavtalet mellan Europeiska unionen och Storbritannien, som slöts den 30 december 2020 och trädde i kraft den 1 januari 2021.

### Gibraltar
Till följd av det brittiska utträdet ur EU hamnade Gibraltar utanför både EU:s tullunion och inre marknaden. Samtidigt förstärktes gränskontrollerna mellan Spanien och Gibraltar till följd av att gränsen blev en yttre gräns för EU. I slutet av december 2020 enades Spanien, Storbritannien och Gibraltar om en uppgörelse som innebär att Gibraltar i praktiken kommer att ingå i Schengenområdet och att fri rörlighet för varor kommer möjliggöras med övriga EU. Ett avtal mellan EU och Storbritannien för att reglera Gibraltars status förväntades slutas under 2021, vilket inte skedde. Förhandlingarna har dragit ut på tiden (skrivet 2024), framför allt på grund av oenighet om Gibraltars gränskontroller mot icke-EU-länder (däribland Storbritannien) vid dess flygplats och hamn. Till dess behandlas gränsen mot Gibraltar som en yttre gräns för EU och endast pass accepteras som giltig resehandling vid passage.

## Sammanställning
|  | Del av unionen | Del av Euratom | EU-medborgare | Deltar i EU:s val | Deltar i försvarspolitiken | Deltar i OFSR | Inre marknaden | Tullunionen | Momsunionen | Euro-samarbetet | Schengen-samarbetet | Får arbeta i hela EU | Alla i EU får arbeta här |  |
|  | -------------- | -------------- | ------------- | ----------------- | -------------------------- | ------------- | -------------- | ----------- | ----------- | --------------- | ------------------- | -------------------- | ------------------------ |  |

| Belgien | Ja | Ja | Ja | Ja | Ja | Ja | Ja | Ja | Ja | Ja | Ja | Ja | Ja |  |
| ------- | -- | -- | -- | -- | -- | -- | -- | -- | -- | -- | -- | -- | -- |  |

| Bulgarien | Ja | Ja | Ja | Ja | Ja | Ja | Ja | Ja | Ja | Nej, BGN | Ej infört | Ja | Ja |  |
| --------- | -- | -- | -- | -- | -- | -- | -- | -- | -- | -------- | --------- | -- | -- |  |

| Cypern                | Ja  | Ja  | Ja  | Ja  | Ja  | Ja  | Ja       | Ja  | Ja  | Ja       | Ej infört | Ja | Ja  |  |
| --------------------- | --- | --- | --- | --- | --- | --- | -------- | --- | --- | -------- | --------- | -- | --- |  |
| Akrotiri och Dhekelia | Nej | Nej | Nej | Nej | Nej | Nej | Undantag | Ja  | Ja  | Ja       | Nej       | Ja | Ja  |  |
| Nordcypern            | Nej | Nej | Ja  | Ja  | Nej | Nej | Nej      | Nej | Nej | Nej, TRY | Nej       | Ja | Nej |  |

| Danmark  | Ja       | Ja  | Ja     | Ja  | Nej | Nej | Ja       | Ja  | Ja  | Nej, DKK | Ja                   | Ja | Ja  |  |
| -------- | -------- | --- | ------ | --- | --- | --- | -------- | --- | --- | -------- | -------------------- | -- | --- |  |
| Färöarna | Nej      | Nej | Delvis | Nej | Nej | Nej | Minimalt | Nej | Nej | Nej, DKK | Nej, men öppen gräns | Ja | Nej |  |
| Grönland | Nej, ULT | Nej | Ja     | Nej | Nej | Nej | Delvis   | Nej | Nej | Nej, DKK | Nej, men öppen gräns | Ja | Nej |  |

| Estland | Ja | Ja | Ja | Ja | Ja | Ja | Ja | Ja | Ja | Ja | Ja | Ja | Ja |  |
| ------- | -- | -- | -- | -- | -- | -- | -- | -- | -- | -- | -- | -- | -- |  |

| Finland | Ja | Ja | Ja | Ja | Ja | Ja | Ja       | Ja | Ja  | Ja | Ja | Ja | Ja |  |
| ------- | -- | -- | -- | -- | -- | -- | -------- | -- | --- | -- | -- | -- | -- |  |
| Åland   | Ja | Ja | Ja | Ja | Ja | Ja | Undantag | Ja | Nej | Ja | Ja | Ja | Ja |  |

| Frankrike                                                | Ja       | Ja | Ja | Ja | Ja | Ja | Ja     | Ja  | Ja  | Ja       | Ja  | Ja | Ja  |  |
| -------------------------------------------------------- | -------- | -- | -- | -- | -- | -- | ------ | --- | --- | -------- | --- | -- | --- |  |
| Clippertonön                                             | Nej      | Ja | Ja | Ja | Ja | Ja | Delvis | Nej | Nej | Ja       | Nej | Ja | Nej |  |
| Schweiziska sektorn av Basel-Mulhouse-Freiburg flygplats | Ja       | Ja | Ja | Ja | Ja | Ja | Ja     | Nej | Nej | Ja       | Ja  | Ja | Ja  |  |
| Franska Guyana                                           | Ja, YRO  | Ja | Ja | Ja | Ja | Ja | Ja     | Ja  | Nej | Ja       | Nej | Ja | Ja  |  |
| Franska Polynesien                                       | Nej, ULT | Ja | Ja | Ja | Ja | Ja | Delvis | Nej | Nej | Nej, XPF | Nej | Ja | Nej |  |
| Franska sydterritorierna                                 | Nej, ULT | Ja | Ja | Ja | Ja | Ja | Delvis | Nej | Nej | Ja       | Nej | Ja | Nej |  |
| Guadeloupe                                               | Ja, YRO  | Ja | Ja | Ja | Ja | Ja | Ja     | Ja  | Nej | Ja       | Nej | Ja | Ja  |  |
| Martinique                                               | Ja, YRO  | Ja | Ja | Ja | Ja | Ja | Ja     | Ja  | Nej | Ja       | Nej | Ja | Ja  |  |
| Mayotte                                                  | Ja, YRO  | Ja | Ja | Ja | Ja | Ja | Ja     | Ja  | Nej | Ja       | Nej | Ja | Ja  |  |
| Nya Kaledonien                                           | Nej, ULT | Ja | Ja | Ja | Ja | Ja | Delvis | Nej | Nej | Nej, XPF | Nej | Ja | Nej |  |
| Réunion                                                  | Ja, YRO  | Ja | Ja | Ja | Ja | Ja | Ja     | Ja  | Nej | Ja       | Nej | Ja | Ja  |  |
| Saint-Barthélemy                                         | Nej, ULT | Ja | Ja | Ja | Ja | Ja | Delvis | Nej | Nej | Ja       | Nej | Ja | Nej |  |
| Saint-Martin                                             | Ja, YRO  | Ja | Ja | Ja | Ja | Ja | Ja     | Ja  | Nej | Ja       | Nej | Ja | Ja  |  |
| Saint-Pierre och Miquelon                                | Nej, ULT | Ja | Ja | Ja | Ja | Ja | Delvis | Nej | Nej | Ja       | Nej | Ja | Nej |  |
| Wallis och Futuna                                        | Nej, ULT | Ja | Ja | Ja | Ja | Ja | Delvis | Nej | Nej | Nej, XPF | Nej | Ja | Nej |  |

| Grekland | Ja | Ja | Ja | Ja | Ja | Ja | Ja | Ja | Ja  | Ja | Ja | Ja | Ja |  |
| -------- | -- | -- | -- | -- | -- | -- | -- | -- | --- | -- | -- | -- | -- |  |
| Athos    | Ja | Ja | Ja | Ja | Ja | Ja | Ja | Ja | Nej | Ja | Ja | Ja | Ja |  |

| Irland | Ja | Ja | Ja | Ja | Ja | Delvis | Ja | Ja | Ja | Ja | Minimalt | Ja | Ja |  |
| ------ | -- | -- | -- | -- | -- | ------ | -- | -- | -- | -- | -------- | -- | -- |  |

| Italien           | Ja | Ja | Ja | Ja | Ja | Ja | Ja | Ja  | Ja  | Ja | Ja | Ja | Ja |  |
| ----------------- | -- | -- | -- | -- | -- | -- | -- | --- | --- | -- | -- | -- | -- |  |
| Campione d’Italia | Ja | Ja | Ja | Ja | Ja | Ja | Ja | Ja  | Nej | Ja | Ja | Ja | Ja |  |
| Livigno           | Ja | Ja | Ja | Ja | Ja | Ja | Ja | Nej | Nej | Ja | Ja | Ja | Ja |  |

| Kroatien | Ja | Ja | Ja | Ja | Ja | Ja | Ja | Ja | Ja | Ja | Ja | Ja | Ja |  |
| -------- | -- | -- | -- | -- | -- | -- | -- | -- | -- | -- | -- | -- | -- |  |

| Lettland | Ja | Ja | Ja | Ja | Ja | Ja | Ja | Ja | Ja | Ja | Ja | Ja | Ja |  |
| -------- | -- | -- | -- | -- | -- | -- | -- | -- | -- | -- | -- | -- | -- |  |

| Litauen | Ja | Ja | Ja | Ja | Ja | Ja | Ja | Ja | Ja | Ja | Ja | Ja | Ja |  |
| ------- | -- | -- | -- | -- | -- | -- | -- | -- | -- | -- | -- | -- | -- |  |

| Luxemburg | Ja | Ja | Ja | Ja | Ja | Ja | Ja | Ja | Ja | Ja | Ja | Ja | Ja |  |
| --------- | -- | -- | -- | -- | -- | -- | -- | -- | -- | -- | -- | -- | -- |  |

| Malta | Ja | Ja | Ja | Ja | Ja | Ja | Ja | Ja | Ja | Ja | Ja | Ja | Ja |  |
| ----- | -- | -- | -- | -- | -- | -- | -- | -- | -- | -- | -- | -- | -- |  |

| Nederländerna                 | Ja       | Ja  | Ja | Ja | Ja | Ja | Ja     | Ja  | Ja  | Ja       | Ja  | Ja | Ja  |  |
| ----------------------------- | -------- | --- | -- | -- | -- | -- | ------ | --- | --- | -------- | --- | -- | --- |  |
| Aruba                         | Nej, ULT | Nej | Ja | Ja | Ja | Ja | Delvis | Nej | Nej | Nej, AWG | Nej | Ja | Nej |  |
| Bonaire, Saba, Sint Eustatius | Nej, ULT | Nej | Ja | Ja | Ja | Ja | Delvis | Nej | Nej | Nej, USD | Nej | Ja | Nej |  |
| Curaçao, Sint Maarten         | Nej, ULT | Nej | Ja | Ja | Ja | Ja | Delvis | Nej | Nej | Nej, ANG | Nej | Ja | Nej |  |

| Polen | Ja | Ja | Ja | Ja | Ja | Ja | Ja | Ja | Ja | Nej, PLN | Ja | Ja | Ja |  |
| ----- | -- | -- | -- | -- | -- | -- | -- | -- | -- | -------- | -- | -- | -- |  |

| Portugal | Ja      | Ja | Ja | Ja | Ja | Ja | Ja | Ja | Ja | Ja | Ja | Ja | Ja |  |
| -------- | ------- | -- | -- | -- | -- | -- | -- | -- | -- | -- | -- | -- | -- |  |
| Azorerna | Ja, YRO | Ja | Ja | Ja | Ja | Ja | Ja | Ja | Ja | Ja | Ja | Ja | Ja |  |
| Madeira  | Ja, YRO | Ja | Ja | Ja | Ja | Ja | Ja | Ja | Ja | Ja | Ja | Ja | Ja |  |

| Rumänien | Ja | Ja | Ja | Ja | Ja | Ja | Ja | Ja | Ja | Nej, RON | Ej infört | Ja | Ja |  |
| -------- | -- | -- | -- | -- | -- | -- | -- | -- | -- | -------- | --------- | -- | -- |  |

| Slovakien | Ja | Ja | Ja | Ja | Ja | Ja | Ja | Ja | Ja | Ja | Ja | Ja | Ja |  |
| --------- | -- | -- | -- | -- | -- | -- | -- | -- | -- | -- | -- | -- | -- |  |

| Slovenien | Ja | Ja | Ja | Ja | Ja | Ja | Ja | Ja | Ja | Ja | Ja | Ja | Ja |  |
| --------- | -- | -- | -- | -- | -- | -- | -- | -- | -- | -- | -- | -- | -- |  |

| Spanien           | Ja      | Ja | Ja | Ja | Ja | Ja | Ja | Ja  | Ja  | Ja | Ja     | Ja | Ja |  |
| ----------------- | ------- | -- | -- | -- | -- | -- | -- | --- | --- | -- | ------ | -- | -- |  |
| Ceuta och Melilla | Ja      | Ja | Ja | Ja | Ja | Ja | Ja | Nej | Nej | Ja | Delvis | Ja | Ja |  |
| Kanarieöarna      | Ja, YRO | Ja | Ja | Ja | Ja | Ja | Ja | Ja  | Nej | Ja | Ja     | Ja | Ja |  |

| Sverige | Ja | Ja | Ja | Ja | Ja | Ja | Ja | Ja | Ja | Nej, SEK | Ja | Ja | Ja |  |
| ------- | -- | -- | -- | -- | -- | -- | -- | -- | -- | -------- | -- | -- | -- |  |

| Tjeckien | Ja | Ja | Ja | Ja | Ja | Ja | Ja | Ja | Ja | Nej, CZK | Ja | Ja | Ja |  |
| -------- | -- | -- | -- | -- | -- | -- | -- | -- | -- | -------- | -- | -- | -- |  |

| Tyskland  | Ja | Ja | Ja | Ja | Ja | Ja | Ja | Ja  | Ja  | Ja | Ja | Ja | Ja |  |
| --------- | -- | -- | -- | -- | -- | -- | -- | --- | --- | -- | -- | -- | -- |  |
| Büsingen  | Ja | Ja | Ja | Ja | Ja | Ja | Ja | Nej | Nej | Ja | Ja | Ja | Ja |  |
| Helgoland | Ja | Ja | Ja | Ja | Ja | Ja | Ja | Nej | Nej | Ja | Ja | Ja | Ja |  |

| Ungern | Ja | Ja | Ja | Ja | Ja | Ja | Ja | Ja | Ja | Nej, HUF | Ja | Ja | Ja |  |
| ------ | -- | -- | -- | -- | -- | -- | -- | -- | -- | -------- | -- | -- | -- |  |

| Österrike | Ja | Ja | Ja | Ja | Ja | Ja | Ja | Ja | Ja | Ja | Ja | Ja | Ja |  |
| --------- | -- | -- | -- | -- | -- | -- | -- | -- | -- | -- | -- | -- | -- |  |